# 2013
Portal Geschichte | Portal Biografien | Aktuelle Ereignisse | Jahreskalender | Tagesartikel

◄ |
20. Jahrhundert |
21. Jahrhundert

◄ |
1980er |
1990er |
2000er |
2010er
| 2020er | 2030er | 2040er

◄◄ |
◄ |
2009 |
2010 |
2011 |
2012 |
2013
| 2014 | 2015 | 2016 | 2017 | ► | ►►
 Jan.
| Feb.
| Mär.
| Apr.
| Mai
| Jun.
| Jul.
| Aug.
| Sep.
| Okt.
| Nov.
| Dez.
Staatsoberhäupter · Wahlen · Nekrolog  · Literaturjahr · Musikjahr · Filmjahr · Rundfunkjahr · Sportjahr
| Januar | Januar | Januar | Januar | Januar | Januar | Januar | Januar |
| Kw     | Mo     | Di     | Mi     | Do     | Fr     | Sa     | So     |
| ------ | ------ | ------ | ------ | ------ | ------ | ------ | ------ |
| 1      |        | 1      | 2      | 3      | 4      | 5      | 6      |
| 2      | 7      | 8      | 9      | 10     | 11     | 12     | 13     |
| 3      | 14     | 15     | 16     | 17     | 18     | 19     | 20     |
| 4      | 21     | 22     | 23     | 24     | 25     | 26     | 27     |
| 5      | 28     | 29     | 30     | 31     |        |        |        |

| Februar | Februar | Februar | Februar | Februar | Februar | Februar | Februar |
| Kw      | Mo      | Di      | Mi      | Do      | Fr      | Sa      | So      |
| ------- | ------- | ------- | ------- | ------- | ------- | ------- | ------- |
| 5       |         |         |         |         | 1       | 2       | 3       |
| 6       | 4       | 5       | 6       | 7       | 8       | 9       | 10      |
| 7       | 11      | 12      | 13      | 14      | 15      | 16      | 17      |
| 8       | 18      | 19      | 20      | 21      | 22      | 23      | 24      |
| 9       | 25      | 26      | 27      | 28      |         |         |         |

| März | März | März | März | März | März | März | März |
| Kw   | Mo   | Di   | Mi   | Do   | Fr   | Sa   | So   |
| ---- | ---- | ---- | ---- | ---- | ---- | ---- | ---- |
| 9    |      |      |      |      | 1    | 2    | 3    |
| 10   | 4    | 5    | 6    | 7    | 8    | 9    | 10   |
| 11   | 11   | 12   | 13   | 14   | 15   | 16   | 17   |
| 12   | 18   | 19   | 20   | 21   | 22   | 23   | 24   |
| 13   | 25   | 26   | 27   | 28   | 29   | 30   | 31   |

| April | April | April | April | April | April | April | April |
| Kw    | Mo    | Di    | Mi    | Do    | Fr    | Sa    | So    |
| ----- | ----- | ----- | ----- | ----- | ----- | ----- | ----- |
| 14    | 1     | 2     | 3     | 4     | 5     | 6     | 7     |
| 15    | 8     | 9     | 10    | 11    | 12    | 13    | 14    |
| 16    | 15    | 16    | 17    | 18    | 19    | 20    | 21    |
| 17    | 22    | 23    | 24    | 25    | 26    | 27    | 28    |
| 18    | 29    | 30    |       |       |       |       |       |

| Mai | Mai | Mai | Mai | Mai | Mai | Mai | Mai |
| Kw  | Mo  | Di  | Mi  | Do  | Fr  | Sa  | So  |
| 18  |     |     | 1   | 2   | 3   | 4   | 5   |
| 19  | 6   | 7   | 8   | 9   | 10  | 11  | 12  |
| 20  | 13  | 14  | 15  | 16  | 17  | 18  | 19  |
| 21  | 20  | 21  | 22  | 23  | 24  | 25  | 26  |
| 22  | 27  | 28  | 29  | 30  | 31  |     |     |
| --- | --- | --- | --- | --- | --- | --- | --- |

| Juni | Juni | Juni | Juni | Juni | Juni | Juni | Juni |
| Kw   | Mo   | Di   | Mi   | Do   | Fr   | Sa   | So   |
| ---- | ---- | ---- | ---- | ---- | ---- | ---- | ---- |
| 22   |      |      |      |      |      | 1    | 2    |
| 23   | 3    | 4    | 5    | 6    | 7    | 8    | 9    |
| 24   | 10   | 11   | 12   | 13   | 14   | 15   | 16   |
| 25   | 17   | 18   | 19   | 20   | 21   | 22   | 23   |
| 26   | 24   | 25   | 26   | 27   | 28   | 29   | 30   |

| Juli | Juli | Juli | Juli | Juli | Juli | Juli | Juli |
| Kw   | Mo   | Di   | Mi   | Do   | Fr   | Sa   | So   |
| ---- | ---- | ---- | ---- | ---- | ---- | ---- | ---- |
| 27   | 1    | 2    | 3    | 4    | 5    | 6    | 7    |
| 28   | 8    | 9    | 10   | 11   | 12   | 13   | 14   |
| 29   | 15   | 16   | 17   | 18   | 19   | 20   | 21   |
| 30   | 22   | 23   | 24   | 25   | 26   | 27   | 28   |
| 31   | 29   | 30   | 31   |      |      |      |      |

| August | August | August | August | August | August | August | August |
| Kw     | Mo     | Di     | Mi     | Do     | Fr     | Sa     | So     |
| ------ | ------ | ------ | ------ | ------ | ------ | ------ | ------ |
| 31     |        |        |        | 1      | 2      | 3      | 4      |
| 32     | 5      | 6      | 7      | 8      | 9      | 10     | 11     |
| 33     | 12     | 13     | 14     | 15     | 16     | 17     | 18     |
| 34     | 19     | 20     | 21     | 22     | 23     | 24     | 25     |
| 35     | 26     | 27     | 28     | 29     | 30     | 31     |        |

| September | September | September | September | September | September | September | September |
| Kw        | Mo        | Di        | Mi        | Do        | Fr        | Sa        | So        |
| --------- | --------- | --------- | --------- | --------- | --------- | --------- | --------- |
| 35        |           |           |           |           |           |           | 1         |
| 36        | 2         | 3         | 4         | 5         | 6         | 7         | 8         |
| 37        | 9         | 10        | 11        | 12        | 13        | 14        | 15        |
| 38        | 16        | 17        | 18        | 19        | 20        | 21        | 22        |
| 39        | 23        | 24        | 25        | 26        | 27        | 28        | 29        |
| 40        | 30        |           |           |           |           |           |           |

| Oktober | Oktober | Oktober | Oktober | Oktober | Oktober | Oktober | Oktober |
| Kw      | Mo      | Di      | Mi      | Do      | Fr      | Sa      | So      |
| ------- | ------- | ------- | ------- | ------- | ------- | ------- | ------- |
| 40      |         | 1       | 2       | 3       | 4       | 5       | 6       |
| 41      | 7       | 8       | 9       | 10      | 11      | 12      | 13      |
| 42      | 14      | 15      | 16      | 17      | 18      | 19      | 20      |
| 43      | 21      | 22      | 23      | 24      | 25      | 26      | 27      |
| 44      | 28      | 29      | 30      | 31      |         |         |         |

| November | November | November | November | November | November | November | November |
| Kw       | Mo       | Di       | Mi       | Do       | Fr       | Sa       | So       |
| -------- | -------- | -------- | -------- | -------- | -------- | -------- | -------- |
| 44       |          |          |          |          | 1        | 2        | 3        |
| 45       | 4        | 5        | 6        | 7        | 8        | 9        | 10       |
| 46       | 11       | 12       | 13       | 14       | 15       | 16       | 17       |
| 47       | 18       | 19       | 20       | 21       | 22       | 23       | 24       |
| 48       | 25       | 26       | 27       | 28       | 29       | 30       |          |

| Dezember | Dezember | Dezember | Dezember | Dezember | Dezember | Dezember | Dezember |
| Kw       | Mo       | Di       | Mi       | Do       | Fr       | Sa       | So       |
| -------- | -------- | -------- | -------- | -------- | -------- | -------- | -------- |
| 48       |          |          |          |          |          |          | 1        |
| 49       | 2        | 3        | 4        | 5        | 6        | 7        | 8        |
| 50       | 9        | 10       | 11       | 12       | 13       | 14       | 15       |
| 51       | 16       | 17       | 18       | 19       | 20       | 21       | 22       |
| 52       | 23       | 24       | 25       | 26       | 27       | 28       | 29       |
| 1        | 30       | 31       |          |          |          |          |          |

| Januar | Januar | Januar | Januar | Januar | Januar | Januar | Januar |
| Kw     | Mo     | Di     | Mi     | Do     | Fr     | Sa     | So     |
| ------ | ------ | ------ | ------ | ------ | ------ | ------ | ------ |
| 1      |        | 1      | 2      | 3      | 4      | 5      | 6      |
| 2      | 7      | 8      | 9      | 10     | 11     | 12     | 13     |
| 3      | 14     | 15     | 16     | 17     | 18     | 19     | 20     |
| 4      | 21     | 22     | 23     | 24     | 25     | 26     | 27     |
| 5      | 28     | 29     | 30     | 31     |        |        |        |

| Februar | Februar | Februar | Februar | Februar | Februar | Februar | Februar |
| Kw      | Mo      | Di      | Mi      | Do      | Fr      | Sa      | So      |
| ------- | ------- | ------- | ------- | ------- | ------- | ------- | ------- |
| 5       |         |         |         |         | 1       | 2       | 3       |
| 6       | 4       | 5       | 6       | 7       | 8       | 9       | 10      |
| 7       | 11      | 12      | 13      | 14      | 15      | 16      | 17      |
| 8       | 18      | 19      | 20      | 21      | 22      | 23      | 24      |
| 9       | 25      | 26      | 27      | 28      |         |         |         |

| März | März | März | März | März | März | März | März |
| Kw   | Mo   | Di   | Mi   | Do   | Fr   | Sa   | So   |
| ---- | ---- | ---- | ---- | ---- | ---- | ---- | ---- |
| 9    |      |      |      |      | 1    | 2    | 3    |
| 10   | 4    | 5    | 6    | 7    | 8    | 9    | 10   |
| 11   | 11   | 12   | 13   | 14   | 15   | 16   | 17   |
| 12   | 18   | 19   | 20   | 21   | 22   | 23   | 24   |
| 13   | 25   | 26   | 27   | 28   | 29   | 30   | 31   |

| April | April | April | April | April | April | April | April |
| Kw    | Mo    | Di    | Mi    | Do    | Fr    | Sa    | So    |
| ----- | ----- | ----- | ----- | ----- | ----- | ----- | ----- |
| 14    | 1     | 2     | 3     | 4     | 5     | 6     | 7     |
| 15    | 8     | 9     | 10    | 11    | 12    | 13    | 14    |
| 16    | 15    | 16    | 17    | 18    | 19    | 20    | 21    |
| 17    | 22    | 23    | 24    | 25    | 26    | 27    | 28    |
| 18    | 29    | 30    |       |       |       |       |       |

| Mai | Mai | Mai | Mai | Mai | Mai | Mai | Mai |
| Kw  | Mo  | Di  | Mi  | Do  | Fr  | Sa  | So  |
| 18  |     |     | 1   | 2   | 3   | 4   | 5   |
| 19  | 6   | 7   | 8   | 9   | 10  | 11  | 12  |
| 20  | 13  | 14  | 15  | 16  | 17  | 18  | 19  |
| 21  | 20  | 21  | 22  | 23  | 24  | 25  | 26  |
| 22  | 27  | 28  | 29  | 30  | 31  |     |     |
| --- | --- | --- | --- | --- | --- | --- | --- |

| Juni | Juni | Juni | Juni | Juni | Juni | Juni | Juni |
| Kw   | Mo   | Di   | Mi   | Do   | Fr   | Sa   | So   |
| ---- | ---- | ---- | ---- | ---- | ---- | ---- | ---- |
| 22   |      |      |      |      |      | 1    | 2    |
| 23   | 3    | 4    | 5    | 6    | 7    | 8    | 9    |
| 24   | 10   | 11   | 12   | 13   | 14   | 15   | 16   |
| 25   | 17   | 18   | 19   | 20   | 21   | 22   | 23   |
| 26   | 24   | 25   | 26   | 27   | 28   | 29   | 30   |

| Juli | Juli | Juli | Juli | Juli | Juli | Juli | Juli |
| Kw   | Mo   | Di   | Mi   | Do   | Fr   | Sa   | So   |
| ---- | ---- | ---- | ---- | ---- | ---- | ---- | ---- |
| 27   | 1    | 2    | 3    | 4    | 5    | 6    | 7    |
| 28   | 8    | 9    | 10   | 11   | 12   | 13   | 14   |
| 29   | 15   | 16   | 17   | 18   | 19   | 20   | 21   |
| 30   | 22   | 23   | 24   | 25   | 26   | 27   | 28   |
| 31   | 29   | 30   | 31   |      |      |      |      |

| August | August | August | August | August | August | August | August |
| Kw     | Mo     | Di     | Mi     | Do     | Fr     | Sa     | So     |
| ------ | ------ | ------ | ------ | ------ | ------ | ------ | ------ |
| 31     |        |        |        | 1      | 2      | 3      | 4      |
| 32     | 5      | 6      | 7      | 8      | 9      | 10     | 11     |
| 33     | 12     | 13     | 14     | 15     | 16     | 17     | 18     |
| 34     | 19     | 20     | 21     | 22     | 23     | 24     | 25     |
| 35     | 26     | 27     | 28     | 29     | 30     | 31     |        |

| September | September | September | September | September | September | September | September |
| Kw        | Mo        | Di        | Mi        | Do        | Fr        | Sa        | So        |
| --------- | --------- | --------- | --------- | --------- | --------- | --------- | --------- |
| 35        |           |           |           |           |           |           | 1         |
| 36        | 2         | 3         | 4         | 5         | 6         | 7         | 8         |
| 37        | 9         | 10        | 11        | 12        | 13        | 14        | 15        |
| 38        | 16        | 17        | 18        | 19        | 20        | 21        | 22        |
| 39        | 23        | 24        | 25        | 26        | 27        | 28        | 29        |
| 40        | 30        |           |           |           |           |           |           |

| Oktober | Oktober | Oktober | Oktober | Oktober | Oktober | Oktober | Oktober |
| Kw      | Mo      | Di      | Mi      | Do      | Fr      | Sa      | So      |
| ------- | ------- | ------- | ------- | ------- | ------- | ------- | ------- |
| 40      |         | 1       | 2       | 3       | 4       | 5       | 6       |
| 41      | 7       | 8       | 9       | 10      | 11      | 12      | 13      |
| 42      | 14      | 15      | 16      | 17      | 18      | 19      | 20      |
| 43      | 21      | 22      | 23      | 24      | 25      | 26      | 27      |
| 44      | 28      | 29      | 30      | 31      |         |         |         |

| November | November | November | November | November | November | November | November |
| Kw       | Mo       | Di       | Mi       | Do       | Fr       | Sa       | So       |
| -------- | -------- | -------- | -------- | -------- | -------- | -------- | -------- |
| 44       |          |          |          |          | 1        | 2        | 3        |
| 45       | 4        | 5        | 6        | 7        | 8        | 9        | 10       |
| 46       | 11       | 12       | 13       | 14       | 15       | 16       | 17       |
| 47       | 18       | 19       | 20       | 21       | 22       | 23       | 24       |
| 48       | 25       | 26       | 27       | 28       | 29       | 30       |          |

| Dezember | Dezember | Dezember | Dezember | Dezember | Dezember | Dezember | Dezember |
| Kw       | Mo       | Di       | Mi       | Do       | Fr       | Sa       | So       |
| -------- | -------- | -------- | -------- | -------- | -------- | -------- | -------- |
| 48       |          |          |          |          |          |          | 1        |
| 49       | 2        | 3        | 4        | 5        | 6        | 7        | 8        |
| 50       | 9        | 10       | 11       | 12       | 13       | 14       | 15       |
| 51       | 16       | 17       | 18       | 19       | 20       | 21       | 22       |
| 52       | 23       | 24       | 25       | 26       | 27       | 28       | 29       |
| 1        | 30       | 31       |          |          |          |          |          |

Das Jahr 2013 war wie das Vorjahr geprägt von den Nachklängen des Arabischen Frühlings. In Syrien ging der Bürgerkrieg das ganze Jahr weiter; in Ägypten wurde der gewählte Staatspräsident Mohammed Mursi durch das Militär abgesetzt. Außer Ägypten kam es im Jahresverlauf, insbesondere in der zweiten Jahreshälfte, auch in der Türkei, in Thailand und in der Ukraine zu anhaltenden Bürgerprotesten.
Aus den Enthüllungen des ehemaligen Mitarbeiters des US-Geheimdienstes NSA, Edward Snowden, resultierte die NSA-Affäre, die zu weltweiten Protesten gegen die Spionagevorkehrungen der Vereinigten Staaten führte.
In Europa (speziell in der Eurozone) war das Jahr wie die vorherigen von der Eurokrise geprägt. Besonders in den von der Krise stark betroffenen Ländern Griechenland, Spanien, Portugal, Italien und Zypern kam es zu Protesten gegen die Krisenpolitik der Europäischen Union und gegen die Politik der eigenen Regierungen. Irland verließ hingegen im Dezember den Euro-Rettungsschirm.
Im Februar trat zum ersten Mal seit 1294 mit Benedikt XVI. ein Papst aus eigener Entscheidung zurück. Am 13. März wurde erstmals in der Geschichte mit Franziskus ein Lateinamerikaner zum Bischof von Rom gewählt. Er proklamierte einen Kurswechsel hin zu einer Kirche, die stärker für die Armen da sein solle.
Am 22. September 2013 wurde in Deutschland der Bundestag neu gewählt. Erstmals konnte die FDP die 5-Prozent-Hürde nicht überwinden, was nach vier Jahren zum Ende der Schwarz-gelben Koalition führte. Nach knapp drei Monaten konnte eine Große Koalition aus CDU/CSU und SPD, weiterhin unter der Bundeskanzlerin Angela Merkel, gebildet werden.

## Ereignisse

### Politik und Weltgeschehen
- Siehe auch: Wahlen 2013
- 01. Januar bis 30. Juni: Irland hat den Vorsitz im Rat der Europäischen Union inne.
- 01. Januar: Ueli Maurer wird neuer Bundespräsident der Schweiz.
- 11. Januar: Beginn der Opération Serval der französischen Streitkräfte in Mali
- 20. Januar: Landtagswahlen in Niedersachsen
- 20. Januar: Volksbefragung zur Wehrpflicht in Österreich
- 22. Januar: Parlamentswahlen in Israel
- 06. Februar: Gründung der Partei Alternative für Deutschland (AfD) in Oberursel.
- 14. Februar: Johanna Wanka wird Nachfolgerin von Annette Schavan als Bundesministerin für Bildung und Forschung.
- 24./25. Februar: Parlamentswahlen in Italien
- 14. März: Xi Jinping wird neuer Staatspräsident der Volksrepublik China.
- 09. April: Irak-Nationalfeiertag (10. Jahrestag des Sturzes von Saddam Hussein 2003)
- 15. April: Beim Boston-Marathon wird ein Anschlag mit drei Toten und mehr als 260 Verletzten verübt.
- 20. April: Giorgio Napolitano wird als italienischer Staatspräsident wiedergewählt.
- 30. April: Willem-Alexander wird neuer König der Niederlande.
- 26. Mai: Kommunalwahlen in Schleswig-Holstein
- 31. Mai: In der Türkei beginnen Proteste gegen die Regierung Erdoğan.
- 14. Juni: Hassan Rohani gewinnt die Präsidentschaftswahl im Iran.
- Mitte Juni: In Brasilien beginnen landesweite Proteste, insbesondere gegen Korruption und soziale Missstände.
- 26. Juni: Der Oberste Gerichtshof der Vereinigten Staaten entscheidet, dass gleichgeschlechtliche Ehen, die nach dem Recht eines Bundesstaats erlaubt sind, auch im Bundesrecht anerkannt werden müssen (siehe Defense of Marriage Act).
- 01. Juli: Kroatien wird 28. Mitglied der Europäischen Union.
- 01. Juli – 31. Dezember: Litauen hat den Vorsitz im Rat der Europäischen Union inne.
- 03. Juli: Durch einen Militärputsch wird der gewählte ägyptische Präsident Mohammed Mursi abgesetzt.
- 21. Juli: Philippe wird neuer König der Belgier.
- 22. Juli: Als späterer britischer Thronfolger wird Prince George of Wales als Prince George of Cambridge geboren.
- 14. August: Bei Unruhen in Ägypten werden mehr als 600 Menschen getötet und Tausende verletzt.
- 21. August: Bei Angriffen in der Region Ghuta werden im Rahmen des Bürgerkriegs in Syrien mehrere hundert Menschen getötet und zahlreiche verletzt.
- 28. August: Dietmar Woidke wird in der Nachfolge des zurückgetretenen Matthias Platzeck neuer Ministerpräsident von Brandenburg.
- 07. September: Parlamentswahl in Australien
- 15. September: Landtagswahl in Bayern
- 21. – 24. September: Bei einem Überfall mit Geiselnahme auf ein Einkaufszentrum in der kenianischen Hauptstadt Nairobi werden mehr als 70 Menschen getötet und etwa 300 verletzt.
- 22. September: Bundestagswahl
- 22. September: Landtagswahl in Hessen
- 29. September: Nationalratswahl in Österreich
- 01. – 16. Oktober: Aufgrund von Etatstreitigkeiten kommt es in den USA zu einem Government Shutdown.
- 04. Oktober: In der Republik Irland wird in einem Referendum die von der Regierung befürwortete Abschaffung des Oberhauses abgelehnt.
- 22. Oktober: Der 18. Deutsche Bundestag konstituiert sich.
- 25./26. Oktober: Abgeordnetenhauswahl in Tschechien
- 11. – 23. November: UN-Klimakonferenz in Warschau (COP 19)
- 21. November: Beginn politischer Proteste in der Ukraine
- 16. Dezember: Irland verlässt den Euro-Rettungsschirm.
- 16. Dezember: In Österreich übernimmt eine Große Koalition die Regierungsgeschäfte.
- 17. Dezember: In Deutschland übernimmt eine Große Koalition die Regierungsgeschäfte.
- 23. Dezember: In Hessen unterzeichnen CDU und Grüne einen Koalitionsvertrag für die 19. Legislaturperiode.
- 24. Dezember: Die UNO gibt bekannt, dass bei internen Machtkämpfen im Südsudan innerhalb weniger Tage „Tausende von Toten“ zu beklagen seien.[1]
- 29./30. Dezember: Bei zwei Anschlägen werden im russischen Wolgograd mehr als 30 Menschen getötet und zahlreiche weitere verletzt.

### Kultur und Gesellschaft
- 07. – 17. Februar: 63. Internationale Filmfestspiele Berlin (Berlinale)
- 10. Februar: Chinesisches Neujahrsfest, 蛇 Jahr der Wasser-Schlange (癸巳 guǐsì 30)
- 24. Februar: Oscarverleihung 2013 in Los Angeles
- 16. März bis 30. Dezember: Installation Big Air Package von Christo im Inneren des Gasometers Oberhausen
- 26. April: Verleihung des Deutschen Filmpreises in Berlin
- 26. April bis 13. Oktober: Internationale Gartenschau 2013 in Hamburg
- 04. – 5. Mai: Baden-Württemberg-Tag
- 18. Mai: In Malmö (Schweden) gewinnt Emmelie de Forest mit ihrem Song Only Teardrops den Eurovision Song Contest 2013 für Dänemark.
- 22. Mai: Gründung der Hoffnungsträger Stiftung in Leonberg
- 07. – 9. Juni: 14. Thüringentag in Sondershausen
- 14. – 23. Juni: 53. Hessentag in Kassel
- 21. – 23. Juni: 30. Rheinland-Pfalz-Tag in Pirmasens
- 28. – 30. Juni: 17. Sachsen-Anhalt-Tag in Gommern
- 04. – 7. Juli: 23. TFF Rudolstadt in Rudolstadt
- 16. – 25. August: 291. Rudolstädter Vogelschießen in Rudolstadt
- 24. August: Nach sechsjähriger Bauzeit wird in Dresden die umstrittene Waldschlößchenbrücke eröffnet.
- 26. – 31. August: TONALi Grand Prix in Hamburg
- 30. August bis 1. September: 33. Tag der Niedersachsen in Goslar, Vienenburg und Kloster Wöltingerode
- 06. – 8. September: 22. Tag der Sachsen in Schwarzenberg/Erzgeb.
- 14. September: Tag der Tropenwälder (proklamiert durch den WWF)
- 21. September bis 6. Oktober: Oktoberfest in München
- 09. – 13. Oktober: Frankfurter Buchmesse; Gastland: Brasilien
- 10. Oktober: 10. Internationaler Tag gegen die Todesstrafe (ins Leben gerufen durch die WCADP)
- 19. Oktober: 100 Jahre Deutsche Lebens-Rettungs-Gesellschaft
- 01. November: Welt-Vegantag (Anlass: 50-jähriges Bestehen der Vegan-Society)

### Religion
- 06. / 7. Januar: orthodoxe Weihnachten
- 20. Januar: Weltreligionstag (proklamiert durch die Versammlung der Bahai der Vereinigten Staaten)
- 10. Februar: Kumbh Mela in Allahabad
- 21. Februar: 500. Todestag von Papst Julius II.
- 28. Februar: Aufgrund seines am 11. Februar 2013 angekündigten Amtsverzichts endet das Pontifikat von Papst Benedikt XVI.
- 12. März: Beginn der Papstwahl im Vatikan
- 13. März: Papst Franziskus geht im 5. Wahlgang als 266. Papst aus dem Konklave hervor.
- 31. März: Ostern
- 01. – 5. Mai: 34. Deutscher Evangelischer Kirchentag in Hamburg
- 05. Mai: orthodoxe Ostern
- 09. Mai: Christi Himmelfahrt
- 19. Mai: Pfingsten
- 30. Mai: Fronleichnam
- 04. Juni: Vesakh
- 13. Juni: orthodoxe Christi Himmelfahrt
- 23. Juni: orthodoxe Pfingsten
- 09. Juli – 8. August: Ramadan
- 23. – 28. Juli: XXVIII. Weltjugendtag der römisch-katholischen Kirche in Rio de Janeiro
- 26. August: gesetzliche Anerkennung der Freikirchen in Österreich als Kirche
- 14. September: Jom Kippur
- 03. Oktober: Tag der offenen Moschee
- 15. Oktober: Islamisches Opferfest
- 23. Oktober: Wolfgang Rösch wird vom Heiligen Stuhl für unbestimmte Zeit an Stelle des abwesenden Bischofs Franz-Peter Tebartz-van Elst zum Verwalter des deutschen Bistums Limburg bestimmt.[2]
- 31. Oktober: Gedenktag der Reformation
- 01. November: Allerheiligen
- 03. November: Diwali
- 27. November – 4. Dezember: Chanukka
- 25. Dezember: Weihnachten

### Wissenschaft und Technik
- 10. Juli: Als erstes unbemanntes Kampfflugzeug landet die Northrop Grumman X-47 auf einem Flugzeugträger auf See.
- Sommer 2013: Ein Mercedes S-Klasse Fahrzeug fährt als autonomes Landfahrzeug im Beisein von Journalisten die historische Bertha-Benz-Strecke von Mannheim nach Pforzheim vollständig autonom.

### Sport
- 01. Januar: Phil Taylor gewinnt die PDC World Darts Championship
- 11. – 27. Januar: 23. Handball-Weltmeisterschaft der Männer in Spanien
- 12. – 13. Januar: Rennrodel-Europameisterschaften 2013 in Oberhof, Thüringen
- 19. Januar bis 10. Februar: Fußball-Afrikameisterschaft 2013 in Südafrika
- 21. Januar bis 5. Februar: Bob-Weltmeisterschaft 2013 in St. Moritz, Schweiz
- 03. Februar: Super Bowl XLVII im Mercedes-Benz Superdome in New Orleans
- 04. – 17. Februar: Alpine Skiweltmeisterschaften in Schladming, Österreich
- 06. – 17. Februar: 46. Biathlon-Weltmeisterschaften in Nové Město na Moravě, Tschechien
- 20. Februar bis 3. März: Nordische Skiweltmeisterschaft in Val di Fiemme, Italien
- 10. – 17. März: Eiskunstlauf-Weltmeisterschaft in London, Kanada
- 17. März bis 24. November: Austragung der 64. Formel-1-Weltmeisterschaft
- 06. April: Der FC Bayern München wird bereits am 28. Spieltag deutscher Fußballmeister 2012/2013 (frühester Meisterschaftsgewinn der Bundesliga-Geschichte).
- 07. April – 10. November: Austragung der 65. FIM-Motorrad-Straßenweltmeisterschaft
- 03. – 19. Mai: 77. Eishockey-Weltmeisterschaft der Herren in den Hauptstädten von Schweden und Finnland
- 15. Mai: Endspiel der UEFA Europa League 2012/13
- 18.–25. Mai: Internationales Deutsches Turnfest in der Metropolregion Rhein-Neckar
- 25. Mai: Endspiel der UEFA Champions League 2012/13 in London
- 15. – 30. Juni: FIFA-Konföderationen-Pokal 2013 in Brasilien
- 21. Juni – 13. Juli: U-20-Fußball-Weltmeisterschaft 2013 in der Türkei
- 29. Juni – 21. Juli: 100. Tour de France
- 10. – 28. Juli: Fußball-Europameisterschaft der Frauen in Schweden
- 19. Juli – 4. August: 15. Schwimmweltmeisterschaften in Barcelona, Spanien
- 20. – 29. Juli: Para-Leichtathletik-Weltmeisterschaften in Lyon, Frankreich
- 20. – 30. Juli: 17. Mittelmeerspiele in den türkischen Städten Mersin und Adana[3]
- 25. Juli – 4. August: 9. World Games in Cali, Kolumbien
- 01. – 10. August: World Police and Fire Games in Belfast, Nordirland
- 09. August: Die 51. Spielzeit der Fußball-Bundesliga beginnt.
- 10. – 18. August: 14. Leichtathletik-Weltmeisterschaften im Olympiastadion Luschniki in Moskau
- 20. – 25. August: Europameisterschaften im Dressur- und Springreiten in Herning, Dänemark
- 25. August bis 1. September: 38. Ruder-Weltmeisterschaften auf dem Tangeumsee in Chungju, Südkorea
- 27. August bis 1. September: Kanurennsport-Weltmeisterschaften 2013 in Duisburg
- 29. August: Europas Fußballer des Jahres ist Franck Ribéry.
- 29. August bis 1. September: 31. Europameisterschaften im Vielseitigkeitsreiten in Malmö, Schweden
- 04. – 22. September: Die Basketball-Europameisterschaft 2013 findet in Slowenien statt.
- 05. September: Europas Fußballerin des Jahres ist Nadine Angerer.
- 06. – 14. September: Volleyball-Europameisterschaft der Frauen 2013 in Deutschland und der Schweiz
- 07. – 10. September: Das IOC entscheidet sich für die japanische Hauptstadt Tokio als Ausrichter der Olympischen Sommerspiele 2020 sowie dafür, dass Ringen eine olympische Sportart bleibt. Somit werden Baseball und Squash nicht ins olympische Programm aufgenommen. Neuer Präsident des IOC wird Thomas Bach.
- 20. – 29. September: Volleyball-Europameisterschaft der Männer 2013 in Dänemark und Polen
- 12. Oktober: Der German Bowl XXXV findet in Berlin statt.
- 27. Oktober: Sebastian Vettel gewinnt vorzeitig und zum vierten Mal in Folge die Formel-1-Weltmeisterschaft.
- 10. November: Marc Márquez gewinnt als Rookie die MotoGP-Weltmeisterschaft.
- 22. November: Der Herausforderer Magnus Carlsen gewinnt die Schachweltmeisterschaft 2013 im indischen Chennai und wird der 16. Schachweltmeister.
- 21. Dezember: Der FC Bayern München gewinnt die FIFA-Klub-Weltmeisterschaft 2013.

### Astronomie
- 11. Februar: Der US-amerikanische Erdbeobachtungssatellit Landsat 8 der NASA und des United States Geological Survey wird von der Vandenberg Air Force Base gestartet.
- 15. Februar: Der Asteroid (367943) Duende kam der Erde bis auf 27.599 km nahe. Das liegt innerhalb der Umlaufbahn der geostationären Satelliten.
- 15. Februar: Meteor von Tscheljabinsk mit Meteoritenfall.

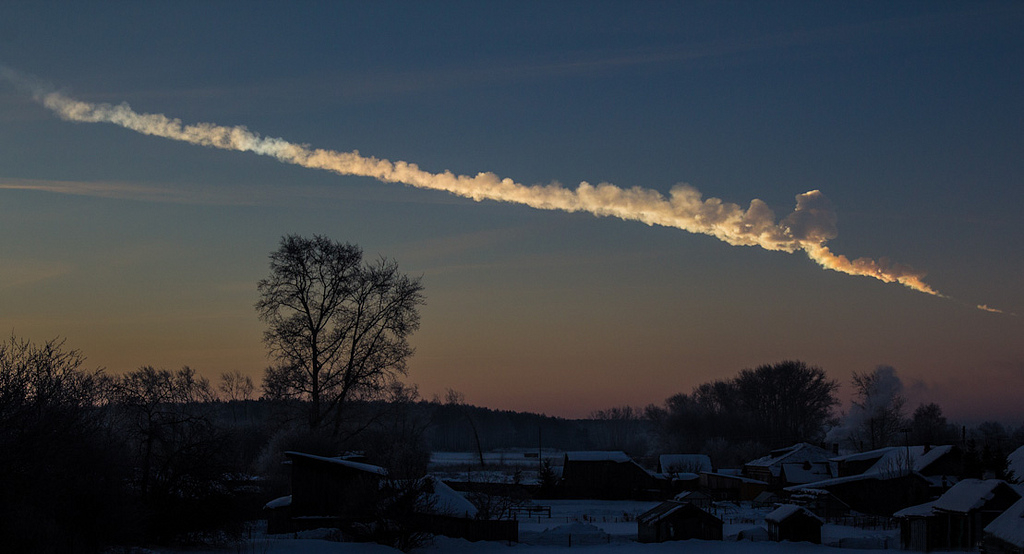
Rauchspur des Meteors von Jekaterinburg am 15. Februar 2013

- 13. März: Das Radioteleskop Atacama Large Millimeter/submillimeter Array wird in Betrieb genommen.
- 15. März: Die Entdeckung des erdnahen Systems Luhman 16 durch Kevin Luhman wird bekanntgegeben.
- 25. April: Partielle Mondfinsternis.
- 10. Mai: Ringförmige Sonnenfinsternis; sichtbar über Australien und dem Pazifik.
- 15. August: Die NASA erklärt die Kepler-Mission aufgrund zu großer Schäden am Kepler-Weltraumteleskop für beendet.
- 18. Oktober: Halbschattenfinsternis (Mondfinsternis).
- 03. November: Hybride Sonnenfinsternis; sichtbar an der amerikanischen Ostküste, im Atlantik, in Zentralafrika und Ostafrika.
- 28. November: Komet ISON wird voraussichtlich die größte Helligkeit erreichen, wobei erwartet wird, dass er etwa so hell wie die Venus erscheinen wird.
- 19. Dezember: Das Weltraumteleskop Gaia (Raumsonde) startet um 9:12 UTC mit einer Sojus-ST-Trägerrakete vom Raumfahrtzentrum Guayana mit dem Ziel Lagrange-Punkt L2.

### Wirtschaft
- 01. Januar:

- Das Schornsteinfeger-Handwerksgesetz tritt in Deutschland in Kraft.
- Inkrafttreten des dauerhaften Europäischen Stabilitätsmechanismus (ESM) zur Stabilisierung des Euro.
- Die Rundfunkgebührenverordnung wird geändert.
- Der Fernbusverkehr in Deutschland wird liberalisiert, so dass nunmehr unter Beachtung bestimmter Einschränkungen Fahrgäste auch innerhalb Deutschlands auf Fernbuslinien befördert werden dürfen.

- 14. Februar: Die US-amerikanischen Fluggesellschaften American Airlines und US Airways geben Fusionspläne bekannt.
- 02. Mai: Einführung neuer 5-Euro-Banknoten in der Eurozone.
- 19. Juni: Der österreichische Baukonzern Alpine meldet Insolvenz an.
- 01. Juli: Das US-amerikanische Unternehmen Advent International übernimmt das deutsche Unternehmen Douglas Holding.
- 11. Juli: Die Baumarktkette Praktiker meldet Insolvenz an.
- 23. Juli: Der Mobilfunkanbieter Telefónica gibt die geplante Übernahme von E-Plus bekannt.
- 25. Juli: Die Axel Springer AG gibt den geplanten Verkauf zweier Regionalzeitungen sowie ihrer Programm- und Frauenzeitschriften an die Funke Mediengruppe bekannt.
- 01. August: Joe Kaeser wird in Nachfolge von Peter Löscher außerplanmäßig neuer Vorstandsvorsitzender der Siemens AG.
- 01. Oktober: Der deutsche Fernsehhersteller Loewe meldet Insolvenz an.
- 09. Dezember: Die Fusion der US-amerikanischen Unternehmen American Airlines und US Airways wird wirksam.
- 09. Dezember: Der deutsche Medienkonzern Axel Springer SE kündigt die Übernahme des Nachrichtensenders N24 an.
- Das deutsche Unternehmen MAN wird mehrheitlich vom Unternehmen Volkswagen AG übernommen.

### Soziales
- 01. Januar:

- Die Praxisgebühr in Deutschland wird aufgehoben.
- Der Beitrag zur Gesetzlichen Rentenversicherung in Deutschland sinkt von 19,6 auf 18,9 Prozent der beitragspflichtigen Einnahmen.
- Der Beitrag zur Gesetzlichen Pflegeversicherung in Deutschland steigt von 1,95 auf 2,05 Prozent für Arbeitnehmer und Rentner der beitragspflichtigen Einnahmen, für Kinderlose steigt der Beitragssatz von 2,2 auf 2,3 Prozent.
- Der Regelbedarf für Bezieher von Arbeitslosengeld II (Hartz-4) und Sozialhilfe in Deutschland wird für Alleinstehende von 374 auf 382 Euro angehoben.
- Die Verdienstgrenze für geringfügig Beschäftigte (Minijobber) in Deutschland wird von 400 Euro auf 450 Euro angehoben und Midijobber können 850 statt 800 Euro monatlich verdienen. Zudem sind Midijobber rentenversicherungspflichtig und zahlen in der Regel 3,9 Prozent der beitragspflichtigen Einnahmen.

- 01. August:

- Ein Betreuungsgeld wird in Deutschland an Eltern gezahlt, die ihre Kleinkinder im zweiten und dritten Lebensjahr zu Hause betreuen. Die Höhe beträgt monatlich pro Kind 100 Euro, ab August 2014 voraussichtlich 150 Euro pro Kind. Es besteht nunmehr für jedes Kind vom ersten Geburtstag an ein Rechtsanspruch auf einen Kindergartenplatz.

### Katastrophen
- 27. Januar: Bei einem Brand in einem Nachtclub kommen im brasilianischen Santa Maria mehr als 230 Menschen ums Leben.[4]
- Februar und März 2013 waren in Deutschland ungewöhnlich kalt. Der März 2013 war mit einer Durchschnittstemperatur von 0,2 Grad einer der sechs kältesten seit 1881. Speziell das Baugewerbe, die Landwirtschaft und der Einzelhandel litten; Ökonomen der Deutschen Industrie- und Handelskammer (DIHK) schätzten die Schäden für die deutsche Wirtschaft auf etwa zwei Milliarden Euro. Winterschäden an Straßen belasteten die öffentlichen Haushalte; der Krankenstand war deutlich erhöht.[5][6]
- 20. April: Bei einem Erdbeben der Stärke 7,0 in der chinesischen Provinz Sichuan sterben mindestens 100 Menschen.[7]
- 24. April: Beim Einsturz der Rana-Plaza-Textilfabrik in Bangladesch kommen mehr als 1100 Menschen ums Leben und mehr als 2400 werden verletzt.
- 20. Mai: Ein ungewöhnlich starker Tornado richtet in Moore, Oklahoma (USA), schwere Verwüstungen an; 24 Menschen sterben und zahlreiche werden verletzt.
- Mai bis Juni: schwere Hochwasserereignisse in Deutschland und Ländern Mitteleuropas nach starken Regenfällen.
- 21. Juni: schwere Monsunregenfälle im indischen Teil des Himalaya verursachen Erdrutsche und Überschwemmungen, bei denen bis zu 6.000 Menschen sterben.
- 24. Juli: Bei einem Eisenbahnunfall nahe der spanischen Stadt Santiago de Compostela sterben 79 Menschen und mehr als 140 werden verletzt.
- August bis Oktober: Das Rim Fire in Kalifornien zerstört eine Fläche von 1012 km².
- 24. September: Erdbeben der Stärke 7,7 in der pakistanischen Provinz Belutschistan. Über 500 Tote und hunderte Verletzter.
- 03. Oktober: Beim Untergang eines Schiffes mit überwiegend afrikanischen Bootsflüchtlingen vor der Isola dei Conigli bei Lampedusa ertrinken mindestens 366 Menschen im Mittelmeer; 155 überleben.[8]
- 11. Oktober: Bootsunglück vor Lampedusa – 268 Menschen ertrinken.
- 07. November: Durch den Supertaifun Haiyan sterben auf den Philippinen mehr als 5.500 Menschen und etwa vier Millionen werden obdachlos.
- 21. November: Beim Einsturz eines Supermarktes in Riga (Lettland) sterben mindestens 54 Menschen.

### Gedenktage der UNO und ihrer Organisationen
- 20. Februar: Welttag für soziale Gerechtigkeit (UNO)
- 21. Februar: Internationaler Tag der Muttersprache (proklamiert von der UNESCO)
- 08. März: Internationaler Frauentag (UNO)
- 21. März: Internationaler Tag zur Beseitigung der Rassendiskriminierung (UNO)
- 22. März: Weltwassertag (UN-Wasser)
- 23. März: Welt-Meteorologie-Tag (World Meteorological Organization)
- 24. März: Welttuberkulosetag (WHO)
- 04. April: Internationaler Tag gegen Landminen (UNO)
- 07. April: Weltgesundheitstag (WHO)
- 25. April: Weltmalariatag (WHO)
- 21. Mai: Welttag für kulturelle Entwicklung (UNO)
- 22. Mai: Internationaler Tag für biologische Vielfalt (UNEP)
- 05. Juni: Welt-Umwelt-Tag (UNEP)
- 08. Juni: Welttag der Ozeane (UNO)
- 17. Juni: Welttag gegen Wüstenbildung und Dürre (UNCCD)
- 26. Juni: Internationaler Tag der Hilfe für Folteropfer (UNODA)
- 18. Juli: Nelson Mandela Day. Mit weltweiten wohltätigen Veranstaltungen (proklamiert von der Mandela-Stiftung, unterstützt von der UNO)
- 15. September: Internationaler Tag der Demokratie (proklamiert durch die UNO)
- 02. Oktober: Internationaler Tag der Gewaltlosigkeit (proklamiert durch die UNO)
- 16. Oktober: Welt-Ernährungstag (Food and Agriculture Organization FAO)
- 17. Oktober: Internationaler Tag für die Beseitigung der Armut (proklamiert durch die UNO)
- 24. Oktober: Internationale Woche der Abrüstung bis 30. Oktober (proklamiert durch die UNO)
- 16. November: Internationaler Tag der Toleranz (proklamiert von der UNESCO)
- 29. November: Internationaler Tag der Solidarität mit dem palästinensischen Volk (UNO)
- 01. Dezember: Welt-AIDS-Tag (proklamiert durch die UNO)
- 02. Dezember: Internationaler Tag für die Abschaffung der Sklaverei (proklamiert durch die UNO)
- 03. Dezember: Internationaler Tag der Menschen mit Behinderung (proklamiert durch die UNO)
- 10. Dezember: Tag der Menschenrechte (OHCHR)
- 18. Dezember: Internationaler Tag der Migranten (proklamiert durch die UNO)

### Wissenschaftspreise

#### Nobelpreise
Die Bekanntgabe der Nobelpreisträger des Jahres 2013 erfolgte vom 7. bis zum 14. Oktober 2013. Die Verleihungen fanden am 10. Dezember, dem Todestag Alfred Nobels, in Stockholm und Oslo statt.
- Physiologie oder Medizin: James Rothman, Randy Schekman und Thomas Südhof[10] für ihre Entdeckungen zu Transportprozessen in Zellen
- Physik: François Englert und Peter Higgs für die theoretische Entdeckung des Higgs-Mechanismus[11]
- Chemie: Martin Karplus, Michael Levitt und Arieh Warshel für die Entwicklung von multiskalen Modellen für komplexe chemische Systeme
- Literatur: Alice Munro, „der Virtuosin der zeitgenössischen Kurzgeschichte“
- Frieden: Organisation für das Verbot chemischer Waffen für ihren umfangreichen Einsatz zur Vernichtung chemischer Waffen
- Alfred-Nobel-Gedächtnispreis für Wirtschaftswissenschaften: Eugene Fama, Lars Peter Hansen und Robert J. Shiller für die empirische Analyse von Vermögenspreisen

#### Turing Award
- Leslie Lamport für grundlegende Beiträge zur Theorie und Praxis verteilter und nebenläufiger Systeme.

## Jahreswidmungen

### Initiativen
- Internationales Jahr der Zusammenarbeit im Bereich Wasser (UNO,[12] federführend: UNESCO[13])
- Internationales Jahr der Quinoa (UNO)[14]
- Themenjahr „Reformation und Toleranz“ als Teil der Luther-Dekade der EKD
- Die Bekassine (Gallinago gallinago) ist Vogel des Jahres (Naturschutzbund Deutschland NABU)[15]
- Das Leberblümchen (Hepatica nobilis) ist Blume des Jahres (Loki Schmidt Stiftung)[16]
- Das Purpur-Knabenkraut (Orchis purpurea) ist Orchidee des Jahres (Arbeitskreis Heimische Orchideen AHO)[17]
- Der Braunfleckige Perlmuttfalter (Boloria selene) ist Schmetterling des Jahres (Bund für Umwelt und Naturschutz Deutschland BUND)[18]
- Die Forelle (Salmo trutta) ist Fisch des Jahres (Verband Deutscher Sportfischer e. V. VDSF)[19]
- Der Holzapfel (Malus sylvestris) ist Baum des Jahres (Kuratorium Baum des Jahres)[20]
- Die Schlingnatter (Coronella austriaca) ist Reptil des Jahres (Deutsche Gesellschaft für Herpetologie und Terrarienkunde DGHT)[21]
- Der Braungrüne Zärtling (Entoloma incanum) ist Pilz des Jahres (Deutsche Gesellschaft für Mykologie DGfM)[22]
- Die Helme ist die Flusslandschaft des Jahres (Naturfreunde Deutschlands und Deutscher Anglerverband)[23][24]

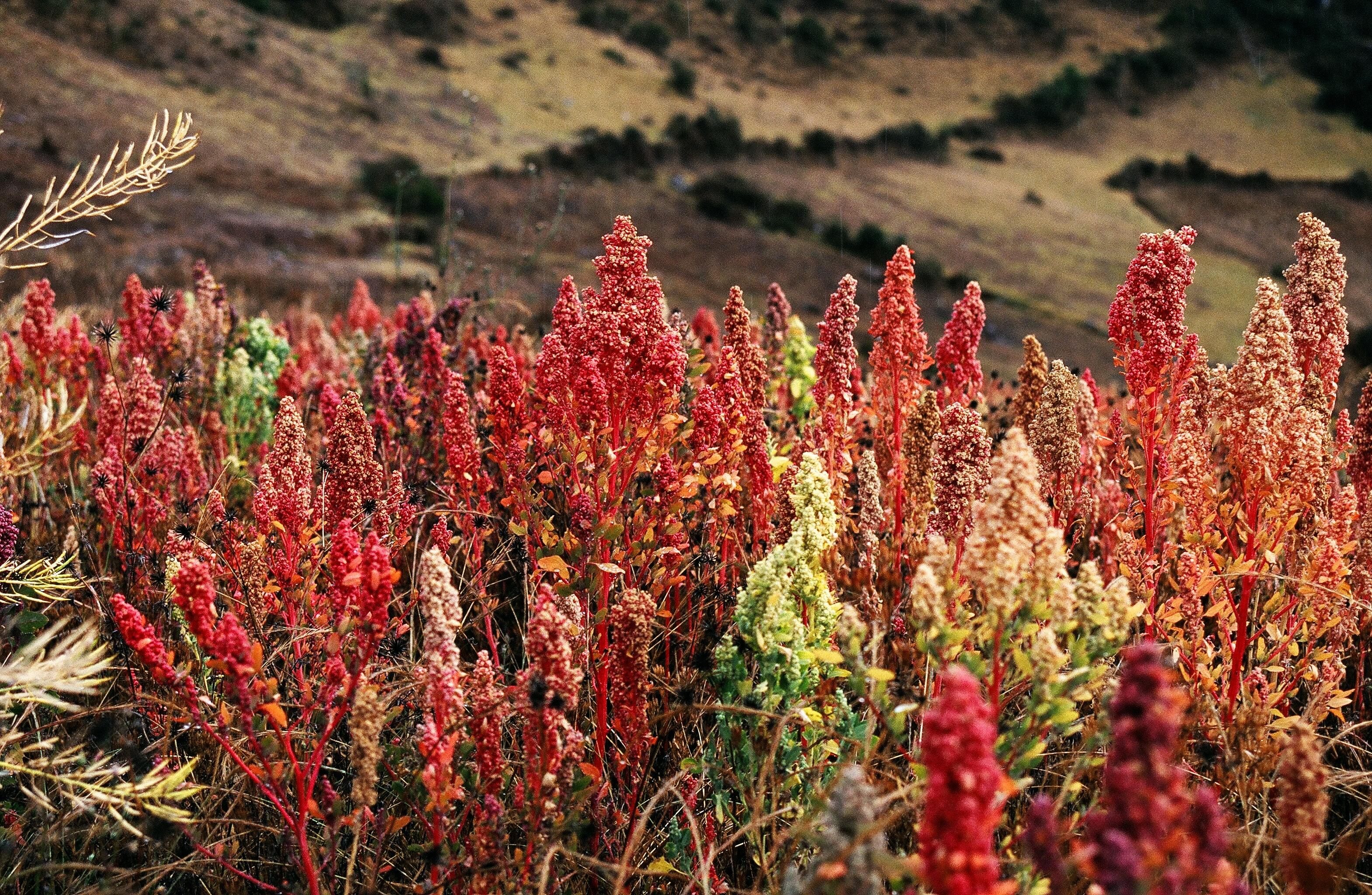
Jahr der Quinoa
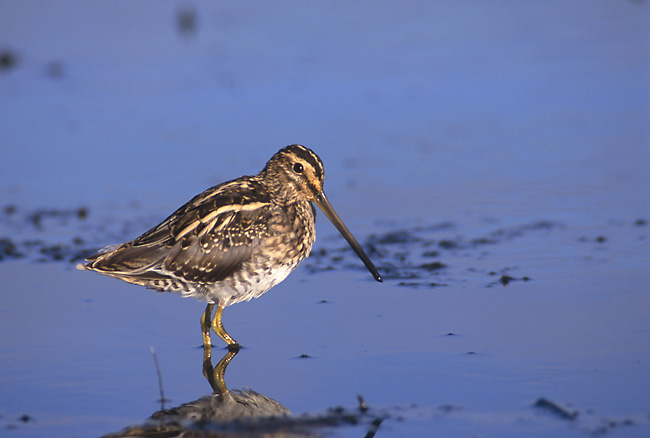
Bekassine (Gallinago gallinago)
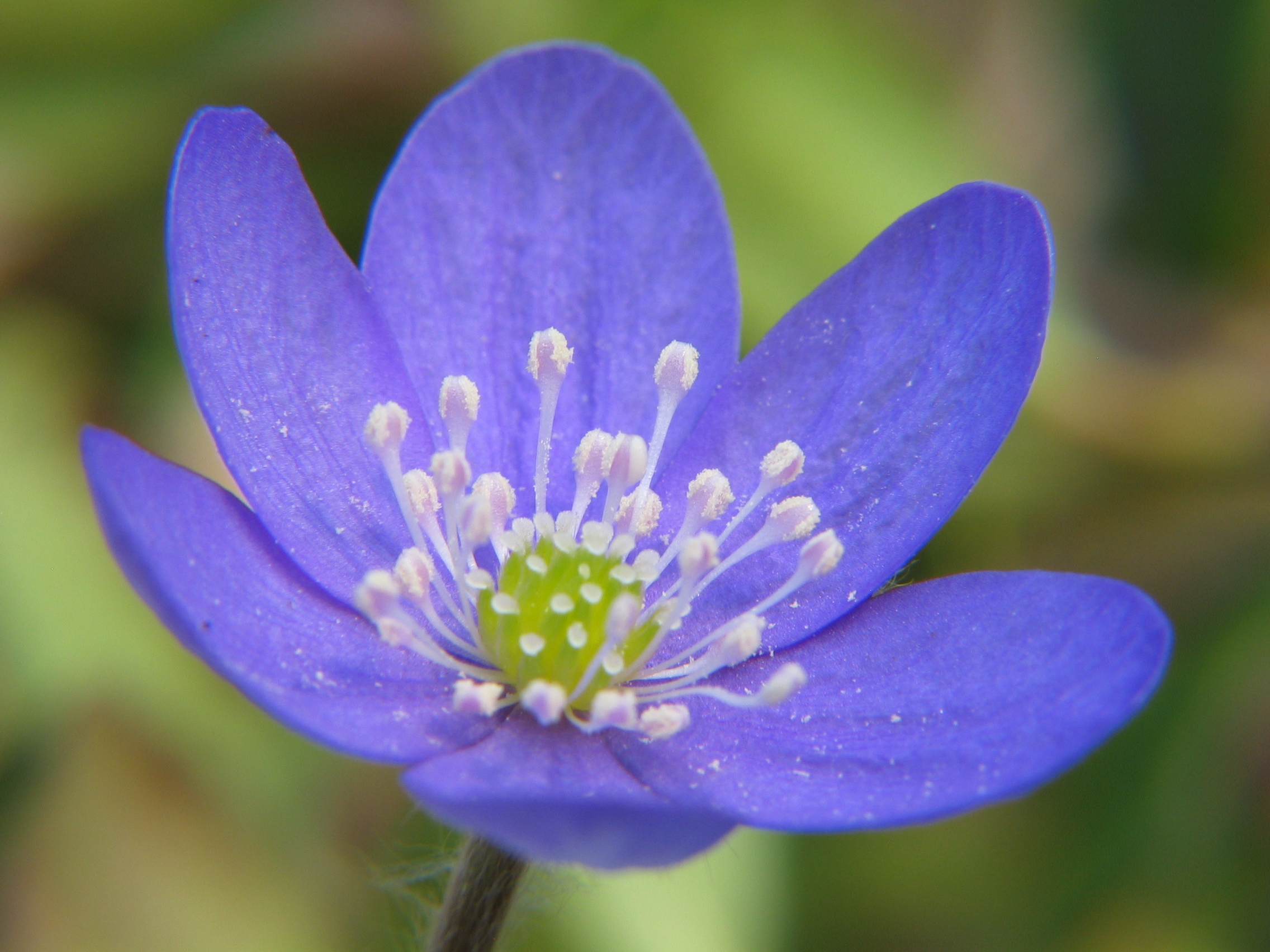
Leberblümchen (Hepatica nobilis)
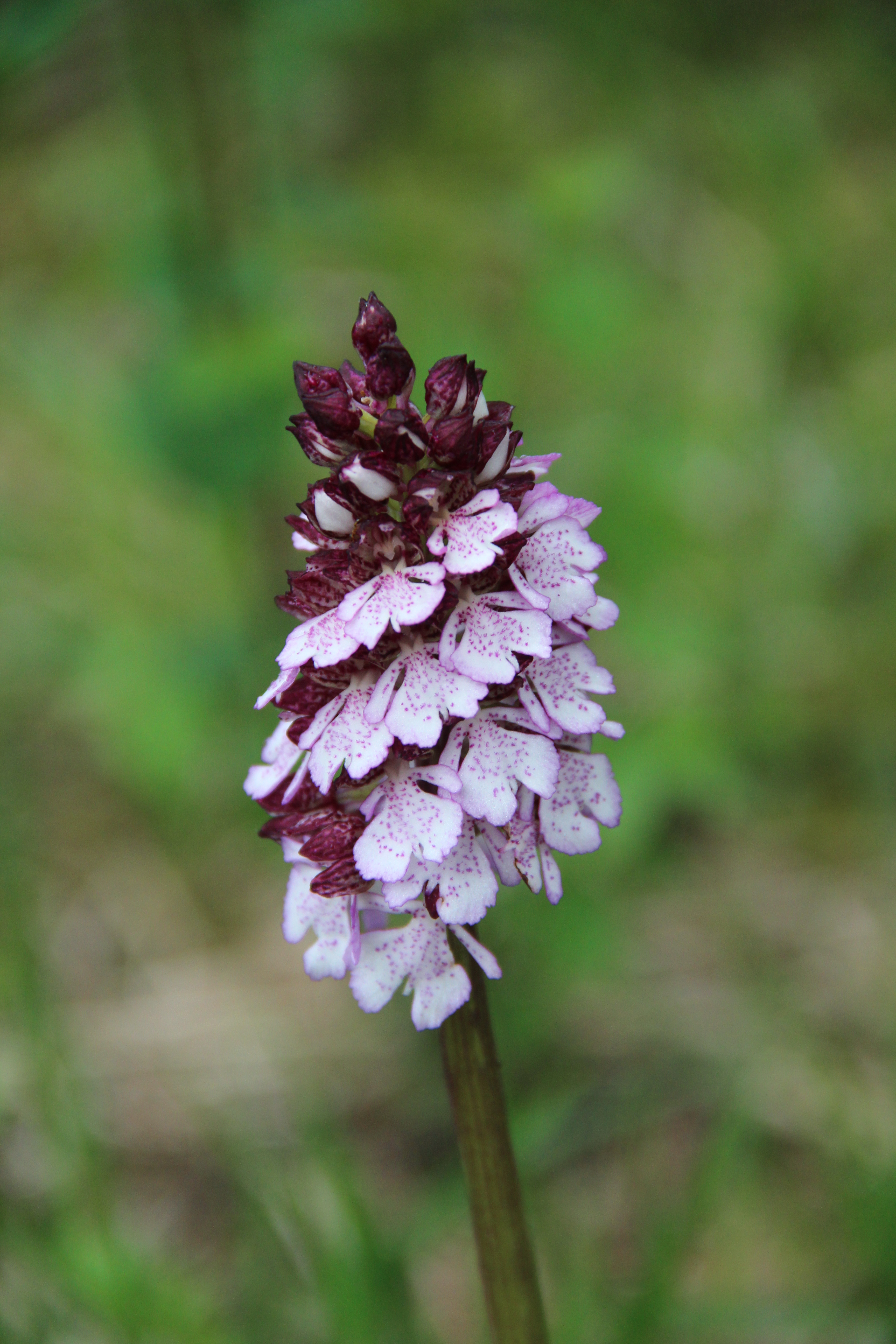
Purpur-Knabenkraut (Orchis purpurea)
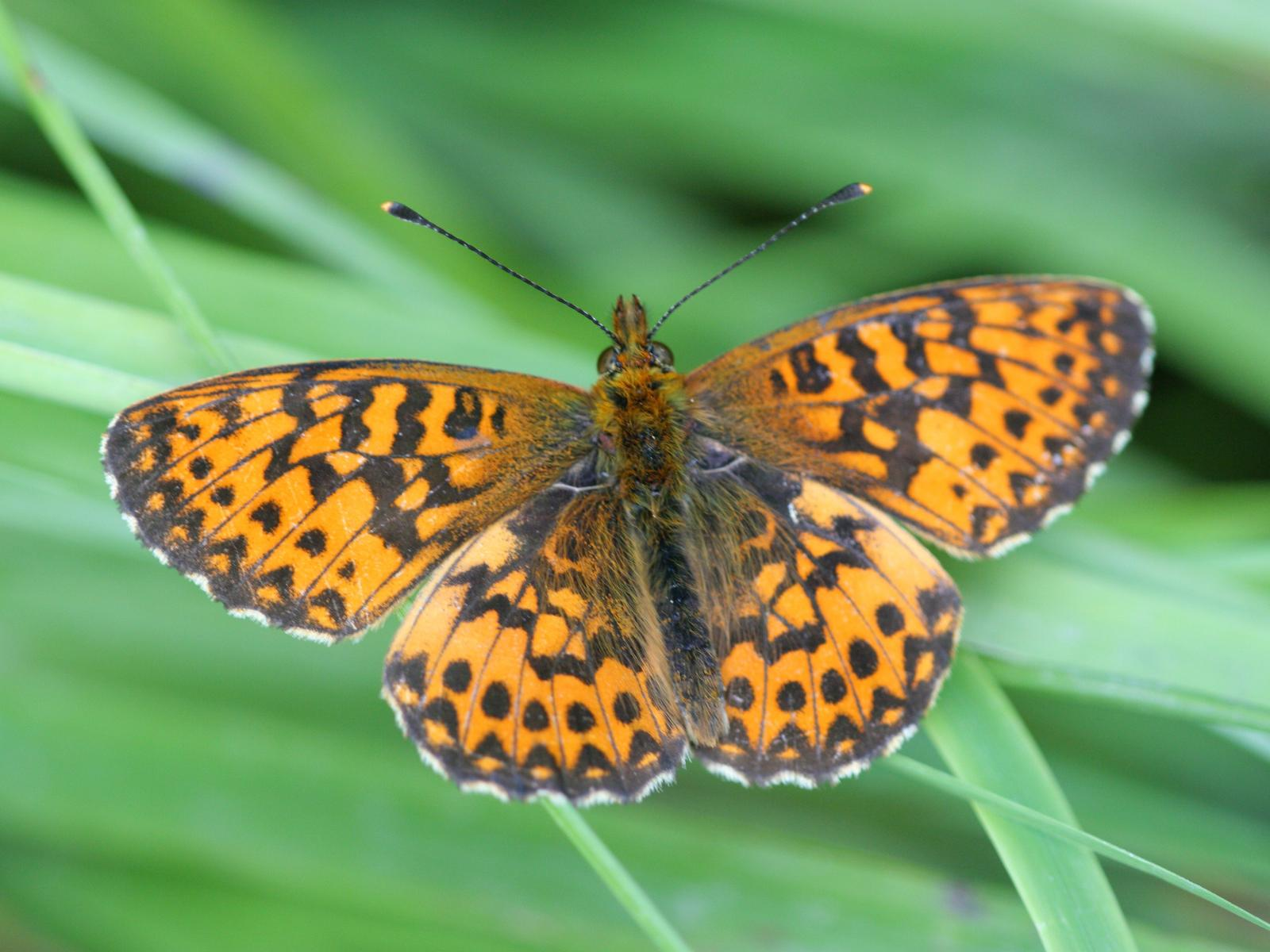
Braunfleckiger Perlmuttfalter (Boloria selene)
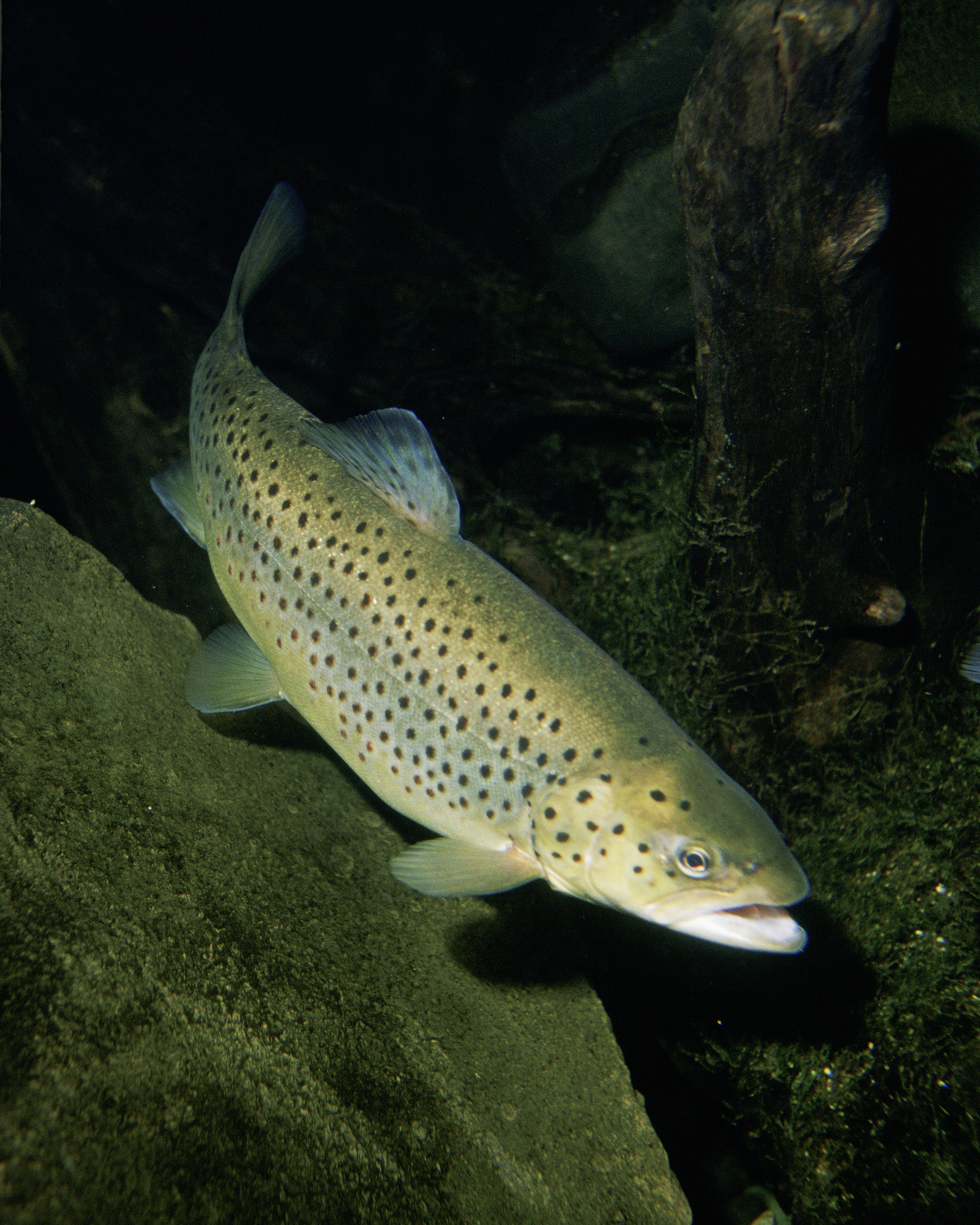
Forelle (Salmo trutta)
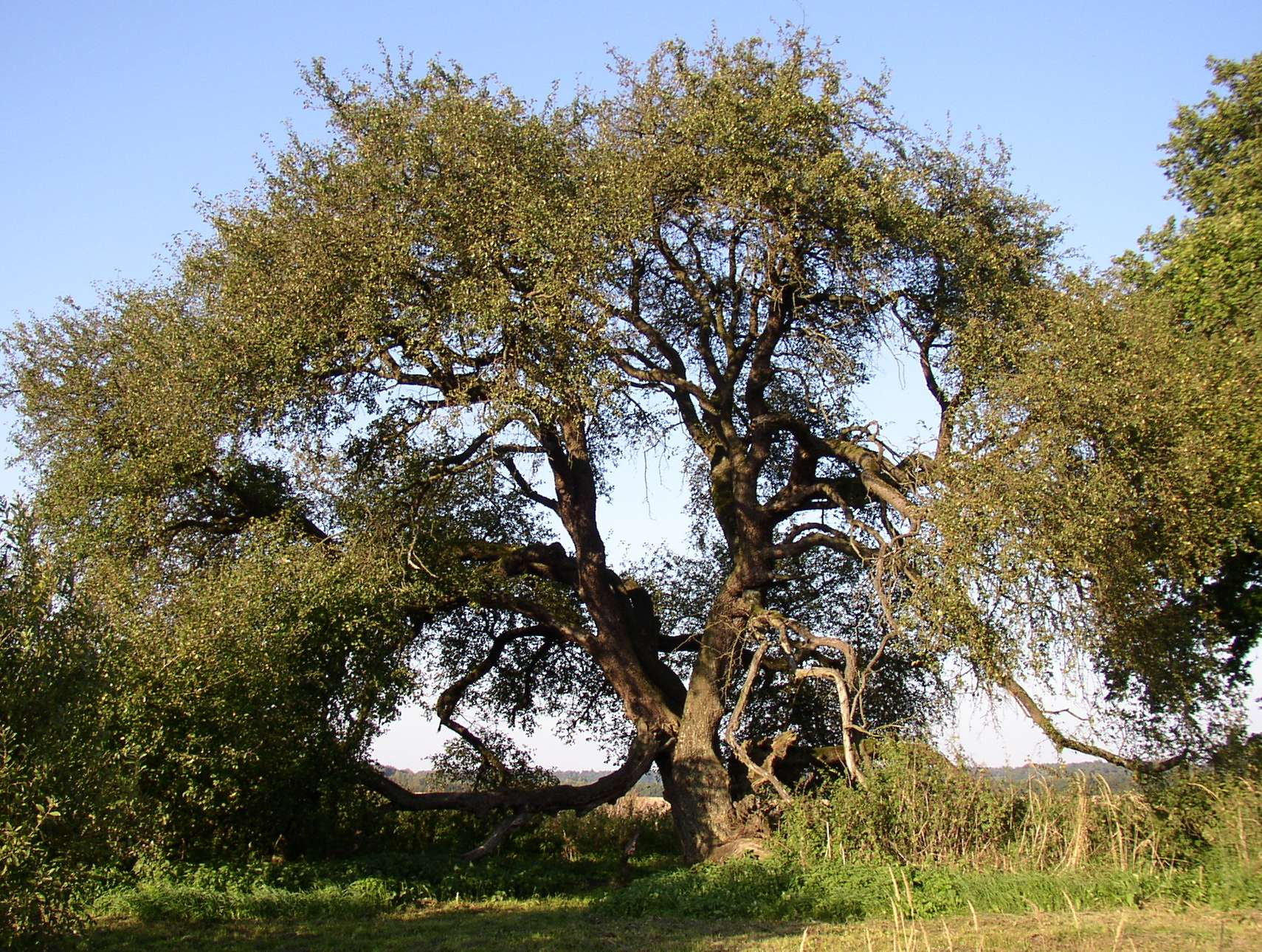
Holzapfel (Malus sylvestris)
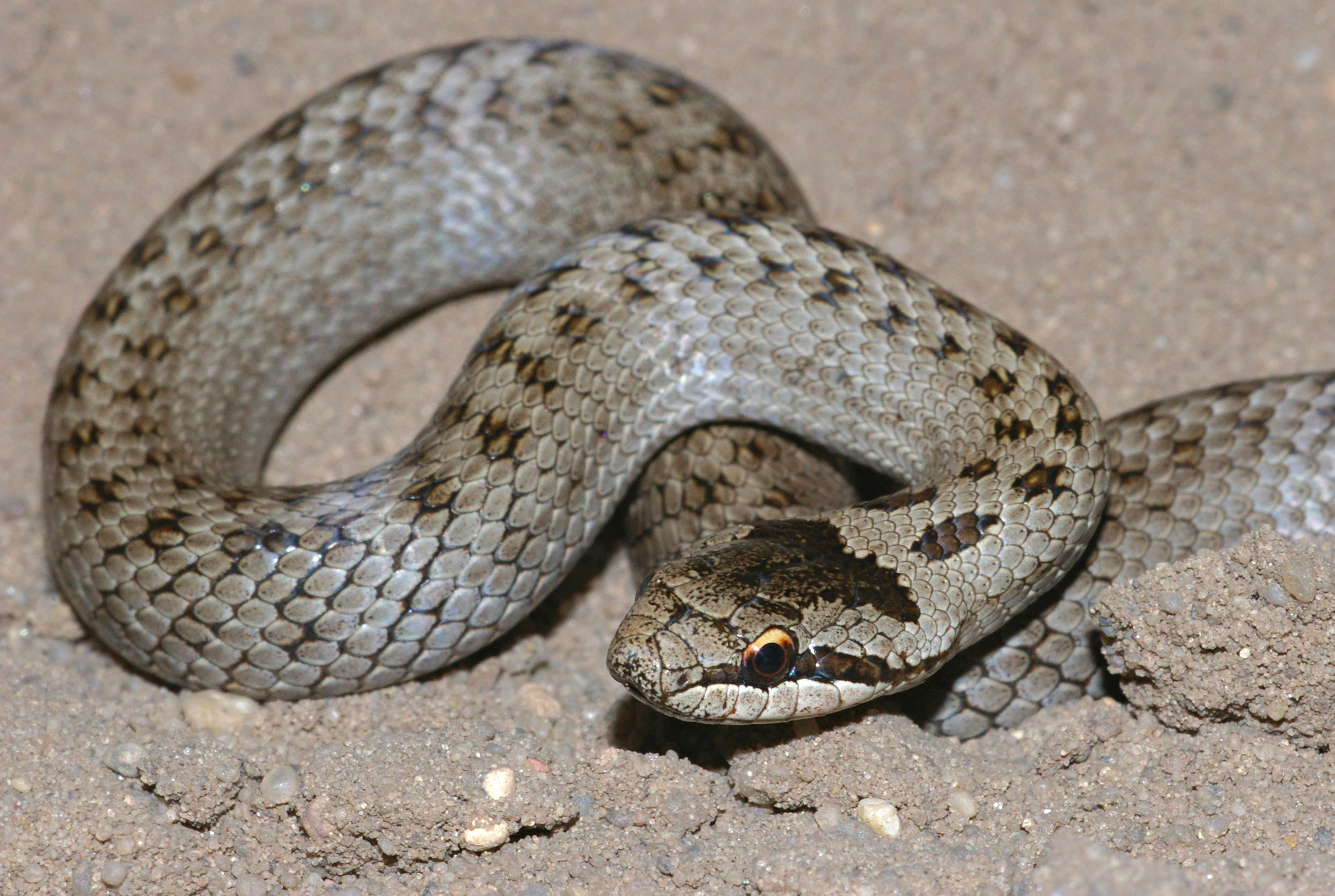
Schlingnatter (Coronella austriaca)
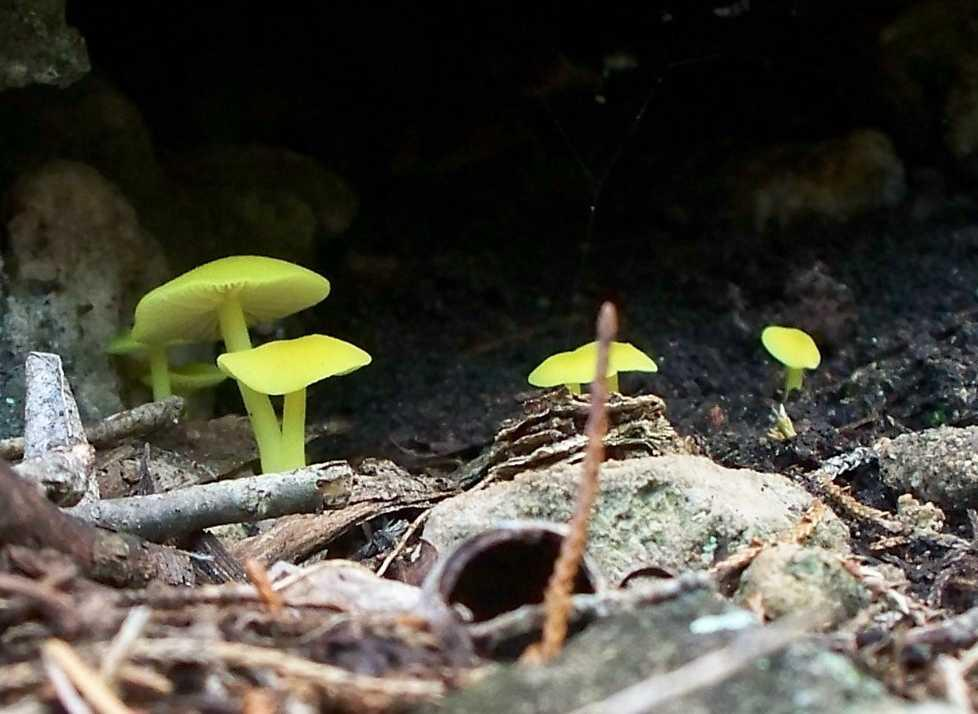
Braungrüner Zärtling (Entoloma incanum)

### Gedenktage
(für jährlich wiederkehrende Tage: siehe → Liste von Gedenk- und Aktionstagen)

#### Januar
- 01. Januar: 150. Geburtstag von Pierre de Coubertin, Begründer der Olympischen Spiele der Neuzeit
- 01. Januar: 150. Jahrestag der Sklavenbefreiung in den USA (Emanzipations-Proklamation)
- 01. Januar: 75. Jahrestag der Verwendung von Magnetbändern im deutschen Rundfunk[25]
- 03. Januar: 50. Jahrestag der ersten Vorführung des Farbfernseh-Verfahrens PAL
- 05. Januar: 80. Jahrestag des Baubeginns der Golden Gate Bridge in San Francisco, USA
- 09. Januar: 100. Geburtstag von Richard Nixon, US-amerikanischer Präsident
- 10. Januar: 150. Jahrestag der Eröffnung der Metropolitan Railway in London, der ersten U-Bahn der Welt
- 20. Januar: 200. Todestag von Christoph Martin Wieland, deutscher Dichter
- 22. Januar: Deutsch-Französischer Tag: 50 Jahre Élysée-Vertrag
- 25. Januar: 50. Jahrestag des ersten deutschen Kinostarts eines James-Bond-Films (James Bond – 007 jagt Dr. No)

#### Februar
- 02. Februar: 100. Todestag von Gustav de Laval (schwedischer Ingenieur)
- 02. Februar: 100. Jahrestag der Eröffnung des Grand Central Terminals (New York), des größten Bahnhofs der Welt
- 04. Februar: 100. Geburtstag von Rosa Parks (US-amerikanische Bürgerrechtlerin)
- 06. Februar: 100. Geburtstag von Mary Leakey, US-amerikanische Paläoanthropologin
- 14. Februar: 200. Geburtstag von Alexander Sergejewitsch Dargomyschski (russischer Komponist)
- 15. Februar: 250. Jahrestag des Friedens von Hubertusburg
- 24. Februar: 75. Jahrestag der Herstellung der ersten Zahnbürste mit künstlichen Borsten aus Nylon in den USA
- 25. Februar: 100. Geburtstag von Gert Fröbe, deutscher Schauspieler
- 25. Februar: 300. Todestag von Friedrich I. von Preußen

#### März
- 10. März: 225. Geburtstag von Joseph von Eichendorff (deutscher Dichter)
- 10. März: 100. Todestag von Harriet Tubman, US-amerikanische Abolitionistin und Fluchthelferin
- 10. März: 200. Jahrestag der Stiftung des Eisernen Kreuzes in Breslau
- 11. März (u. a.): 300. Jahrestag des Friedens von Utrecht
- 12. März: 75. Jahrestag des Einmarschs deutscher Truppen in Österreich
- 17. März: 200. Jahrestag des Aufrufes An Mein Volk durch den preußischen König Friedrich Wilhelm III.
- 18. März: 200. Geburtstag von Friedrich Hebbel (deutscher Dramatiker)
- 19. März: 200. Geburtstag des Afrikaforschers David Livingstone

#### April
- 01. April: 75. Jahrestag des Verkaufs von löslichem Kaffee (Nescafé) in der Schweiz
- 01. April: 50. Jahrestag des Sendebeginns des ZDF
- 07. April: 175. Geburtstag von Ferdinand Heinrich Thieriot (deutscher Komponist)
- 10. April: 200. Todestag von Joseph-Louis Lagrange (italienischer Mathematiker und Astronom)
- 14. April: 100. Todestag von Carl Hagenbeck (deutscher Zoologe)

#### Mai
- 15. Mai: 100. Geburtstag von Heinz Haber (deutsch-amerikanischer Astronom)
- 16. Mai: 125. Jahrestag der Vorführung des ersten Grammophons durch Emil Berliner in Philadelphia[26]
- 17. Mai: 225. Todestag von Johann Ignaz von Felbiger (deutscher Reformer)
- 17. Mai: 70. Jahrestag der Bombardierung und Zerstörung der Möhne- und der Eder-Talsperre (ca. 1250 Todesopfer)
- 22. Mai: 200. Geburtstag von Richard Wagner (deutscher Komponist)
- 23. Mai: 150. Jahrestag der Gründung des Allgemeinen Deutschen Arbeitervereins, der ersten deutschen Arbeiterpartei
- 29. Mai: 60. Jahrestag der Erstbesteigung des Mount Everest
- 31. Mai: 100. Geburtstag von Peter Frankenfeld (deutscher Fernsehmoderator)

#### Juni
- Juni: 75. Jahrestag der Erfindung von Superman, des ersten Superhelden der Comicgeschichte
- 07. Juni: 50. Jahrestag des Erscheinens der ersten Schallplatte der Rolling Stones (Come on)
- 16. Juni: 50. Jahrestag des ersten Weltraumfluges einer Frau, Walentina Tereschkowa
- 17. Juni: 60. Jahrestag des Volksaufstandes in der DDR (1953)
- 26. Juni: 50. Jahrestag des Ausspruchs Ich bin ein Berliner des US-Präsidenten John F. Kennedy beim Besuch von West-Berlin
- 28. Juni: 200. Todestag des preußischen Generals Gerhard von Scharnhorst

#### Juli
- 01. Juli: 25. Jahrestag der Einführung des Deutschen Aktien-Index (DAX)
- 04. Juli: 125. Todestag von Theodor Storm, deutscher Dichter
- 08. Juli: 175. Geburtstag von Ferdinand von Zeppelin (deutscher General und Luftschiffskonstrukteur)
- 14. Juli: 100. Geburtstag von Gerald Ford, US-amerikanischer Präsident
- 21. Juli: 75. Jahrestag der Erstbesteigung der Eiger-Nordwand (Schweiz)

#### August
- 02. August: 225. Todestag Thomas Gainsborough (britischer Maler)
- 05. August: 125. Jahrestag der ersten Automobil-Fernfahrt, unternommen von Bertha Benz
- 08. August: 50. Jahrestag des größten Geldraubs, des Überfalls auf den Postzug Glasgow-London
- 10. August: Der Frieden von Bukarest beendet 1913 den Zweiten Balkankrieg.
- 10. August: 75. Jahrestag der ersten Atlantik-Überquerung durch ein landgestütztes Passagierflugzeug (Focke-Wulf Fw 200 von Berlin nach New York)
- 13. August: 100. Todestag von August Bebel, Begründer der deutschen Sozialdemokratie
- 24. August: 700. Todestag des römisch-deutschen Kaisers Heinrich VII.
- 24. August: 50. Jahrestag der Einführung der Fußball-Bundesliga (1. Spieltag)
- 26. August: 200. Todestag von Theodor Körner, deutscher Schriftsteller
- 28. August: 50. Jahrestag der Rede Ich habe einen Traum des US-amerikanischen Bürgerrechtlers Martin Luther King
- 30. August: 50. Jahrestag der Vorstellung des ersten Kassettenrekorders auf der Internationalen Funkausstellung in Berlin[27]

#### September
- 01. September: 30. Jahrestag der Einführung des BTX in der Bundesrepublik als erstem Online-Dienst
- 04. September: 125. Jahrestag der Patentierung der Rollfilmkamera von George Eastman (Erst-Patentierung umstritten, siehe Rollfilm)
- 05. September: 375. Geburtstag von Ludwig XIV.
- 09. September: 500. Jahrestag der Schlacht von Flodden Field, Sieg der Engländer über die Schotten
- 18. September: 40. Jahrestag der Aufnahme der BRD sowie der DDR als 133. und 134. Mitgliedsstaat der UNO
- 21. September: 30. Jahrestag des ersten Mobiltelefons, des Motorola DynaTAC
- 29. September:

75. Jahrestag der Unterzeichnung des Münchner Abkommens
100. Todestag von Rudolf Diesel, Erfinder des Dieselmotors

#### Oktober
- 01. Oktober: 75. Jahrestag des Einmarschs deutscher Truppen im Sudetenland
- 05. Oktober: 300. Geburtstag von Denis Diderot, Herausgeber der berühmtesten frühen Enzyklopädie
- 06. Oktober: 100. Geburtstag von Meret Oppenheim (deutsch-schweizerische Künstlerin)
- 09. oder 10. Oktober: 200. Geburtstag von Giuseppe Verdi (italienischer Komponist)
- 16.–19. Oktober: 200. Jahrestag der Völkerschlacht bei Leipzig; 18. Oktober: 100 Jahrestag der Einweihung des Völkerschlachtdenkmals in Leipzig
- 17. Oktober: 200. Geburtstag von Georg Büchner (deutscher Schriftsteller)
- 23. Oktober: 200. Geburtstag von Ludwig Leichhardt (deutscher Entdecker, Zoologe, Botaniker und Geologe)
- 24. Oktober: 50. Jahrestag des Grubenunglücks von Lengede (Rettung von Verschütteten am 7. November, Wunder von Lengede)

#### November
- 02. November: 100. Geburtstag von Burt Lancaster (US-amerikanischer Schauspieler)
- 03. November: 100. Geburtstag von Marika Rökk (ungarische Schauspielerin)
- 05. November: 100. Geburtstag von Vivien Leigh (US-amerikanische Schauspielerin)
- 07. November: 100. Geburtstag von Albert Camus (französischer Schriftsteller)
- 09. November: 75. Jahrestag der Novemberpogrome 1938 („Reichskristallnacht“)
- 22. November:

100. Geburtstag von Benjamin Britten (britischer Komponist)
50. Jahrestag der Ermordung des US-Präsidenten John F. Kennedy
- 26. November: 300. Jahrestag des Beginns der Friedensverhandlungen zwischen Frankreich und Österreich zur Beendigung des Spanischen Erbfolgekrieges in Rastatt
- 30. November: 200. Jahrestag der Unabhängigkeit der Niederlande

#### Dezember
- 03. Dezember: 125. Todestag von Carl Zeiß (deutscher Mechaniker und Unternehmer)
- 08. Dezember: 200. Geburtstag von Adolph Kolping (deutscher Priester, Schriftsteller, Sozialreformer)
- 12. Dezember: 150. Geburtstag von Edvard Munch (norwegischer Maler)
- 13. Dezember: 150. Todestag von Friedrich Hebbel (deutscher Dichter)
- 13. Dezember: 125. Jahrestag der Beschreibung der Funkübertragung durch Heinrich Hertz (Forschungsbericht „Über Strahlen elektrischer Kraft“)
- 17. Dezember:

75. Jahrestag der ersten Kernspaltung durch Otto Hahn und seinen Assistenten Fritz Straßmann
50. Jahrestag des Passierscheinabkommens für die Besuche von Einwohnern West-Berlins in Ost-Berlin
- 18. Dezember: 100. Geburtstag von Willy Brandt (deutscher Politiker)
- 21. Dezember: 100. Jahrestag der Veröffentlichung des ersten Kreuzworträtsels in New York
- 25. Dezember: 100. Geburtstag von Henri Nannen (deutscher Verleger)
- 29. Dezember: 200. Geburtstag von Karel Sabina (tschechischer Schriftsteller)
- 31. Dezember: 125. Todestag von Samson Raphael Hirsch (deutscher Rabbiner)
- 31. Dezember: 175. Todestag von Philipp Friedrich von Hetsch (deutscher Maler)

## Geboren
- 22. Juli: George of Wales, ältester Sohn des britischen Kronprinzen William
- 17. Oktober: Marlon Börner, deutscher Tischtennisspieler
- 25. November: Iva Höpperger, österreichische Schauspielerin

## Gestorben

### Januar
- 01. Januar: Patti Page, US-amerikanische Sängerin (* 1927)
- 02. Januar: Mario Hernández, puerto-ricanischer Musiker und Komponist (* 1924)
- 03. Januar: Elmar Gunsch, österreichischer Moderator (* 1931)
- 04. Januar: Thomas Holtzmann, deutscher Schauspieler (* 1927)
- 09. Januar: Brigitte Alice Askonas, britische Immunologin (* 1923)
- 09. Januar: James M. Buchanan, US-amerikanischer Ökonom und Nobelpreisträger (* 1919)
- 10. Januar: Peter Fitz, deutscher Schauspieler (* 1931)
- 10. Januar: George Gruntz, Schweizer Jazzmusiker und Komponist (* 1932)
- 10. Januar: Claude Nobs, Schweizer Kulturmanager (* 1936)
- 10. Januar: Ba Mamadou Mbaré, Präsident von Mauretanien (* 1946)
- 11. Januar: Mariangela Melato, italienische Schauspielerin (* 1941)
- 15. Januar: Nagisa Ōshima, japanischer Filmregisseur (* 1932)
- 17. Januar: Jakob Arjouni, deutscher Schriftsteller (* 1964)
- 17. Januar: Louise Martini, österreichische Schauspielerin (* 1931)
- 19. Januar: Hans-Jürgen Massaquoi, deutsch-US-amerikanischer Autor (* 1926)
- 19. Januar: Taihō Kōki, japanischer Sumōringer (* 1940)
- 20. Januar: Jörg Steiner, Schweizer Schriftsteller (* 1930)
- 22. Januar: Eva Rühmkorf, deutsche Politikerin (* 1935)
- 23. Januar: Józef Kardinal Glemp, polnischer Erzbischof (* 1929)
- 24. Januar: Ulrich Heising, deutscher Regisseur (* 1941)
- 25. Januar: Martial Asselin, kanadischer Politiker (* 1924)
- 25. Januar: Oliver Colbentson, US-amerikanischer Geiger und Musikpädagoge (* 1927)
- 26. Januar: Edwin London, US-amerikanischer Komponist, Hornist, Dirigent und Musikpädagoge (* 1929)
- 29. Januar: Reinhold Stecher, österreichischer Bischof (* 1921)
- 30. Januar: Carl Fredrick Becker, US-amerikanischer Geigenbauer und -restaurator (* 1919)
- 30. Januar: Gonzague Olivier, französischer Automobilrennfahrer und Bootsbauer (* 1921)

### Februar
- 01. Februar: Ed Koch, US-amerikanischer Politiker (* 1924)
- 02. Februar: Chris Kyle, bekanntester US-amerikanischer Scharfschütze (* 1974)
- 06. Februar: Doğan Andaç, türkischer Oberstleutnant, Fußballtrainer und -funktionär (* 1923)
- 08. Februar: Kurt Hübner, deutscher Philosoph (* 1921)
- 08. Februar: Friedrich Schenker, deutscher Komponist (* 1942)
- 09. Februar: Keiko Fukuda, US-amerikanische Judoka japanischer Herkunft (* 1913)
- 13. Februar: Stefan Wigger, deutscher Schauspieler und Synchronsprecher (* 1932)
- 14. Februar: Ronald Dworkin, US-amerikanischer Philosoph (* 1931)
- 14. Februar: T. L. Osborn, US-amerikanischer Pfingstpastor, Heilungsevangelist und Autor (* 1923)
- 15. Februar: Dietrich Kittner, deutscher Kabarettist (* 1935)
- 16. Februar: Tony Sheridan, britischer Musiker (* 1940)
- 18. Februar: Otto Beisheim, deutsch-schweizerischer Unternehmer (* 1924)
- 18. Februar: Otfried Preußler, deutscher Kinderbuchautor (* 1923)
- 19. Februar: Gerhard Frey, deutscher Verleger und Politiker (* 1933)
- 19. Februar: Robert Coleman Richardson, US-amerikanischer Physiker und Nobelpreisträger (* 1937)
- 22. Februar: Ernst Breit, deutscher Gewerkschaftsfunktionär, 1982–1990 Vorsitzender des DGB (* 1924)
- 22. Februar: Wolfgang Sawallisch, deutscher Dirigent (* 1923)
- 26. Februar: Marie-Claire Alain, französische Organistin (* 1926)
- 27. Februar: John Annus, lettisch-US-amerikanischer Maler und Fotograf (* 1935)
- 27. Februar: Van Cliburn, US-amerikanischer Pianist (* 1934)
- 27. Februar: Stéphane Hessel, französischer Diplomat und Autor (* 1917)
- 28. Februar: Donald Arthur Glaser, US-amerikanischer Physiker und Nobelpreisträger (* 1926)

### März
- 01. März: Campbell Armstrong, britischer Drehbuchautor, Hochschullehrer und Autor (* 1944)
- 05. März: Hugo Chávez, venezolanischer Politiker und Staatspräsident (* 1954)
- 05. März: Dieter Pfaff, deutscher Schauspieler und Regisseur (* 1947)
- 06. März: Sabine Bischoff, deutsche Fechterin (* 1958)
- 06. März: Alvin Lee, britischer Sänger und Musiker (* 1944)
- 07. März: Kenny Ball, britischer Trompeter und Bandleader (* 1930)
- 13. März: Rosemarie Fendel, deutsche Schauspielerin (* 1927)
- 13. März: Sepp Folger, deutscher Skirennläufer (* 1922)
- 13. März: Rolf Schult, deutscher Schauspieler und Synchronsprecher (* 1927)
- 15. März: Anton Albertus Herman Kassenaar, niederländischer Biochemiker (* 1922)
- 18. März: Peter Ensikat, deutscher Schriftsteller und Kabarettist (* 1941)
- 20. März: Zillur Rahman, bangladeschischer Politiker (* 1929)
- 21. März: Chinua Achebe, nigerianischer Schriftsteller (* 1930)
- 23. März: Boris Beresowski, russischer Unternehmer (* 1946)
- 23. März: Reinhard Lakomy, deutscher Komponist und Sänger (* 1946)
- 24. März: Alfredo Pöge, deutscher Medizinchemiker und Sporthistoriker (* 1940)
- 27. März: Hjalmar Andersen, norwegischer Eisschnellläufer (* 1923)
- 27. März: Heinz Funk, deutscher Filmkomponist (* 1915)
- 28. März: Richard Griffiths, britischer Schauspieler (* 1947)
- 29. März: Josef Auer, deutscher Jazzmusiker (* 1928)

### April
- 01. April: Oktay Aslanapa, türkischer Kunsthistoriker (* 1914)
- 01. April: Peter Zurek, österreichischer Journalist (* 1943)
- 02. April: Frédéric Othon Théodore Aristidès, französischer Comiczeichner (* 1931)
- 02. April: Jess Franco, spanischer Filmregisseur (* 1930)
- 03. April: Ruth Prawer Jhabvala, britische Schriftstellerin und Drehbuchautorin (* 1927)
- 04. April: Roger Ebert, US-amerikanischer Filmkritiker (* 1942)
- 06. April: Ottmar Schreiner, deutscher Politiker (* 1946)
- 08. April: Margaret Thatcher, britische Politikerin und Premierministerin (* 1925)
- 10. April: Robert Edwards, britischer Mediziner und Nobelpreisträger (* 1925)
- 12. April: Brennan Manning, US-amerikanischer katholischer Theologe, Referent und Autor (* 1934)
- 14. April: Colin Davis, britischer Dirigent (* 1927)
- 16. April: Ali Kafi, algerischer Präsident (* 1928)
- 16. April: Reinhard Lettmann, deutscher römisch-katholischer Bischof (* 1933)
- 16. April: Gerhard Sandner, deutscher Geograph und Hochschullehrer (* 1929)
- 17. April: Dariush Safvat, iranischer Setār- und Santurspieler und Musikwissenschaftler (* 1928)
- 18. April: Storm Thorgerson, britischer Grafikdesigner (* 1944)
- 19. April: François Jacob, französischer Mediziner und Nobelpreisträger (* 1920)
- 20. April: Artie „Blues Boy“ White, US-amerikanischer Soul- und Bluessänger (* 1937)
- 22. April: Vivi Bach, dänische Sängerin und Schauspielerin (* 1939)
- 22. April: Richie Havens, US-amerikanischer Sänger und Musiker (* 1941)
- 27. April: Jürgen Warnke, deutscher Politiker und Bundesminister (* 1932)

### Mai
- 02. Mai: Jeff Hanneman, US-amerikanischer Musiker (* 1964)
- 04. Mai: Christian de Duve, belgischer Biochemiker und Nobelpreisträger (* 1917)
- 05. Mai: Jürg Amann, Schweizer Schriftsteller (* 1947)
- 05. Mai: Sarah Kirsch, deutsche Dichterin und Schriftstellerin (* 1935)
- 06. Mai: Giulio Andreotti, italienischer Politiker (* 1919)
- 07. Mai: Ray Harryhausen, US-amerikanischer Animator und Tricktechniker (* 1920)
- 12. Mai: Horst Königstein, deutscher Regisseur (* 1945)
- 16. Mai: Fiona Gore, Countess of Arran, schottische Rennbootfahrerin (* 1918)
- 16. Mai: Heinrich Rohrer, Schweizer Physiker und Nobelpreisträger (* 1933)
- 17. Mai: Jorge Rafael Videla, argentinischer Militär und Politiker (* 1925)
- 18. Mai: Ernst Klee, deutscher Journalist und Schriftsteller (* 1942)
- 18. Mai: Lothar Schmid, deutscher Verleger und Schachspieler (* 1928)
- 20. Mai: Ray Manzarek, US-amerikanischer Musiker (* 1939)
- 22. Mai: Henri Dutilleux, französischer Komponist (* 1916)
- 23. Mai: Georges Moustaki, französischer Sänger und Komponist (* 1934)
- 23. Mai: Moritz von Hessen, deutscher Chef des Hauses Hessen (* 1926)
- 24. Mai: Gotthard Graubner, deutscher Maler (* 1930)
- 26. Mai: Hildegard Krekel, deutsche Schauspielerin (* 1952)
- 26. Mai: Jack Vance, US-amerikanischer Schriftsteller (* 1916)
- 28. Mai: Eddi Arent, deutscher Schauspieler und Komiker (* 1925)
- 28. Mai: Wiktor Kulikow, sowjetischer Marschall (* 1921)

### Juni
- 02. Juni: Mario Bernardi, kanadischer Dirigent und Pianist (* 1930)
- 02. Juni: Ron Smith, US-amerikanischer American-Football-Spieler (* 1943)
- 03. Juni: Helge Jung, deutscher Komponist (* 1943)
- 06. Juni: Tom Sharpe, britischer Schriftsteller (* 1928)
- 06. Juni: Esther Williams, US-amerikanische Schauspielerin (* 1921)
- 07. Juni: Pierre Mauroy, französischer Politiker (* 1928)
- 08. Juni: Yoram Kaniuk, israelischer Schriftsteller (* 1930)
- 08. Juni: Willi Sitte, deutscher Maler und Grafiker (* 1921)
- 09. Juni: Iain Banks, britischer Schriftsteller (* 1954)
- 09. Juni: Walter Jens, deutscher Altphilologe und Schriftsteller (* 1923)
- 11. Juni: Miller Barber, US-amerikanischer Profigolfer (* 1931)
- 11. Juni: Robert Fogel, US-amerikanischer Ökonom und Nobelpreisträger (* 1926)
- 12. Juni: Jiroemon Kimura, japanischer ältester Mann der Welt (* 1897)
- 15. Juni: Heinz Flohe, deutscher Fußballspieler (* 1948)
- 15. Juni: José Froilán González, argentinischer Automobilrennfahrer (* 1922)
- 16. Juni: Hans Hass, österreichischer Zoologe und Meeresforscher (* 1919)
- 16. Juni: Ottmar Walter, deutscher Fußballspieler (* 1924)
- 18. Juni: Otto Boll, von 1965 bis 1984 Bürgermeister bzw. Oberbürgermeister der Stadt Weil am Rhein (* 1920)
- 19. Juni: James Gandolfini, US-amerikanischer Schauspieler (* 1961)
- 19. Juni: Gyula Horn, ungarischer Politiker und Ministerpräsident (* 1932)
- 20. Juni: Franz Xaver Eder, deutscher Bischof (* 1925)
- 22. Juni: Allan Simonsen, dänischer Automobilrennfahrer (* 1978)
- 23. Juni: Richard Matheson, US-amerikanischer Autor (* 1926)
- 24. Juni: Emilio Colombo, italienischer Politiker (* 1920)

### Juli
- 02. Juli: Douglas C. Engelbart, US-amerikanischer Informatiker (* 1925)
- 02. Juli: Fausia von Ägypten, persische Königin (* 1921)
- 03. Juli: Gisela Fritsch, deutsche Schauspielerin und Synchronsprecherin (* 1936)
- 09. Juli: Anton Wladimirowitsch Antonow-Owsejenko, russischer Historiker und Dissident (* 1920)
- 13. Juli: Karoline Goldhofer-Prützel, deutsche Unternehmerin (* 1924)
- 13. Juli: Cory Monteith, kanadischer Schauspieler und Musiker (* 1982)
- 17. Juli: Manfred Gebhardt, deutscher Journalist und Autor (* 1927)
- 18. Juli: Karl Czok, deutscher Historiker (* 1926)
- 19. Juli: Bert Trautmann, deutscher Fußballspieler (* 1923)
- 21. Juli: Heinz Meier, deutscher Schauspieler und Theaterleiter (* 1930)
- 21. Juli: Rolf Schwendter, österreichischer Schriftsteller und Sozialwissenschaftler (* 1939)
- 21. Juli: Rodney Wallace, US-amerikanischer American-Football-Spieler (* 1949)
- 22. Juli: Dennis Farina, US-amerikanischer Schauspieler (* 1944)
- 23. Juli: Emile Griffith, US-amerikanischer Boxer (* 1938)
- 23. Juli: Djalma Santos, brasilianischer Fußballspieler (* 1929)
- 25. Juli: Franz Hesse, deutscher evangelisch-reformierter Theologe und Hochschullehrer (* 1917)
- 25. Juli: Bernadette Lafont, französische Schauspielerin (* 1938)
- 26. Juli: Şəfiqə Axundova, aserbaidschanische Komponistin (* 1924)
- 26. Juli: J. J. Cale, US-amerikanischer Musiker und Komponist (* 1938)
- 26. Juli: Rolf Haufs, deutscher Schriftsteller und Dichter (* 1935)
- 28. Juli: Eileen Brennan, US-amerikanische Schauspielerin (* 1932)
- 28. Juli: Jupp Darchinger, deutscher Fotograf (* 1925)
- 29. Juli: Ludwig Averkamp, deutscher Bischof (* 1927)
- 30. Juli: Uwe Bahnsen, deutscher Automobildesigner (* 1930)
- 30. Juli: Berthold Beitz, deutscher Industrieller (* 1913)

### August
- 04. August: Renato Ruggiero, italienischer Politiker und Diplomat (* 1930)
- 05. August: George Duke, US-amerikanischer Jazzmusiker (* 1946)
- 05. August: Robert Häusser, deutscher Fotograf (* 1924)
- 05. August: Jonathan Dümcke, deutscher Schauspieler (* 1991)
- 08. August: Karen Black, US-amerikanische Schauspielerin (* 1939)
- 10. August: László Csatáry, ungarischer NS-Kriegsverbrecher (* 1915)
- 12. August: Friso von Oranien-Nassau, Prinz der Niederlande (* 1968)
- 13. August: Lothar Bisky, deutscher Politiker (* 1941)
- 14. August: Jörg Pleva, deutscher Schauspieler und Theaterregisseur (* 1942)
- 15. August: Sławomir Mrożek, polnischer Schriftsteller und Dramatiker (* 1930)
- 17. August: Claus Jacobi, deutscher Journalist (* 1927)
- 18. August: Dezső Gyarmati, ungarischer Wasserballspieler und -trainer (* 1927)
- 18. August: Tewfik Saleh, ägyptischer Filmregisseur und Drehbuchautor (* 1926)
- 19. August: Wolfgang Lüder, deutscher Jurist und Politiker (* 1937)
- 19. August: Fritz Rau, deutscher Konzertveranstalter (* 1930)
- 19. August: Lee Thompson Young, US-amerikanischer Schauspieler (* 1984)
- 20. August: Elmore Leonard, US-amerikanischer Schriftsteller (* 1925)
- 20. August: Erik Neutsch, deutscher Schriftsteller (* 1931)
- 21. August: Charles Gordon Fullerton, US-amerikanischer Astronaut (* 1936)
- 23. August: Rudolf Bieri, Schweizer Jurist und Staatsbeamter (* 1920)
- 23. August: David Garrick, britischer Opern- und Popsänger (* 1945)
- 24. August: Julie Harris, US-amerikanische Schauspielerin (* 1925)
- 25. August: Gilmar, brasilianischer Fußballspieler (* 1930)
- 25. August: Katja Paryla, deutsche Schauspielerin (* 1940)
- 26. August: Volker Bienengräber, deutscher Mediziner und Hochschullehrer (* 1942)
- 26. August: Wolfgang Herrndorf, deutscher Schriftsteller (* 1965)
- 30. August: Seamus Heaney, irischer Schriftsteller und Literaturnobelpreisträger (* 1939)
- 31. August: David Frost, britischer Journalist und Fernsehmoderator (* 1939)

### September
- 01. September: Pál Csernai, ungarischer Fußballspieler und -trainer (* 1932)
- 02. September: Valérie Benguigui, französische Schauspielerin (* 1965)
- 02. September: Ronald Coase, britischer Wirtschaftswissenschaftler und Nobelpreisträger (* 1910)
- 02. September: Frederik Pohl, US-amerikanischer Schriftsteller (* 1919)
- 05. September: Rochus Misch, deutscher SS-Mann (* 1917)
- 07. September: Wolfgang Frank, deutscher Fußballspieler und -trainer (* 1951)
- 12. September: Ray Dolby, US-amerikanischer Erfinder (* 1933)
- 12. September: Erich Loest, deutscher Schriftsteller (* 1926)
- 12. September: Otto Sander, deutscher Schauspieler (* 1941)
- 16. September: Frithjof Aurich, deutscher Physikochemiker (* 1933)
- 18. September: Hans Daiber, deutscher Journalist und Autor (* 1927)
- 18. September: Marcel Reich-Ranicki, deutscher Literaturkritiker (* 1920)
- 19. September: Hiroshi Yamauchi, japanischer Unternehmer (* 1927)
- 21. September: Walter Wallmann, deutscher Politiker (* 1932)
- 22. September: David H. Hubel, kanadischer Neurobiologe und Nobelpreisträger (* 1926)
- 22. September: Álvaro Mutis, kolumbianischer Schriftsteller (* 1923)
- 23. September: Paul Kuhn, deutscher Sänger und Musiker (* 1928)
- 23. September: Heimo Kuchling, österreichischer Kunsttheoretiker (* 1917)
- 25. September: Elisabeth Borchers, deutsche Schriftstellerin (* 1926)
- 25. September: Hans-Joachim Rotzsch, deutscher Sänger und Chorleiter (* 1929)
- 26. September: Helmut Simon, deutscher Richter des Bundesverfassungsgerichts (* 1922)
- 27. September: Jay Robinson, US-amerikanischer Schauspieler (* 1930)
- 28. September: Walter Schmidinger, österreichischer Schauspieler (* 1933)
- 29. September: L. C. Greenwood, US-amerikanischer American-Football-Spieler (* 1946)
- 29. September: Yamasaki Toyoko, japanische Schriftstellerin (* 1924)

### Oktober
- 01. Oktober: Tom Clancy, US-amerikanischer Schriftsteller (* 1947)
- 01. Oktober: Giuliano Gemma, italienischer Schauspieler (* 1938)
- 02. Oktober: Gerhard Daum, österreichischer Architekt und Designer (* 1931)
- 03. Oktober: Sergei Below, sowjetisch-russischer Basketballspieler und -trainer (* 1944)
- 04. Oktober: Võ Nguyên Giáp, vietnamesischer General (* 1911)
- 05. Oktober: Carlo Lizzani, italienischer Filmregisseur (* 1922)
- 07. Oktober: Patrice Chéreau, französischer Regisseur (* 1944)
- 07. Oktober: Ovadja Josef, israelischer Rabbiner (* 1920)
- 07. Oktober: Peter Krüger, deutscher Brigadegeneral der Luftwaffe der Bundeswehr (* 1935)
- 09. Oktober: Wilfried Martens, belgischer Politiker (* 1936)
- 10. Oktober: Scott Carpenter, US-amerikanischer Astronaut (* 1925)
- 11. Oktober: Wadih El Safi, libanesischer Sänger, Songwriter, Komponist und Schauspieler (* 1921)
- 11. Oktober: Erich Priebke, deutscher Kriegsverbrecher (* 1913)
- 11. Oktober: María de Villota, spanische Automobilrennfahrerin (* 1980)
- 14. Oktober: Bruno Metsu, französischer Fußballspieler und -trainer (* 1954)
- 15. Oktober: Rudolf Friedrich, Schweizer Politiker (* 1923)
- 15. Oktober: Hans Riegel jr., deutsch-österreichischer Unternehmer (* 1923)
- 16. Oktober: Ed Lauter, US-amerikanischer Schauspieler (* 1938)
- 16. Oktober: Simon Phillips, britischer Automobilrennfahrer (* 1934)
- 17. Oktober: Günter Willumeit, deutscher Humorist und Entertainer (* 1941)
- 20. Oktober: Dimiter Gotscheff, bulgarischer Theaterregisseur (* 1943)
- 20. Oktober: Lawrence Klein, US-amerikanischer Wirtschaftswissenschaftler und Nobelpreisträger (* 1920)
- 23. Oktober: Anthony Caro, britischer Bildhauer (* 1924)
- 24. Oktober: Manolo Escobar, spanischer Sänger (* 1931)
- 25. Oktober: Arthur C. Danto, US-amerikanischer Philosoph und Kritiker (* 1924)
- 25. Oktober: Nigel Davenport, britischer Schauspieler (* 1928)
- 25. Oktober: Bill Sharman, US-amerikanischer Basketballspieler und -trainer (* 1926)
- 25. Oktober: Marcia Wallace, US-amerikanische Schauspielerin und Synchronsprecherin (* 1942)
- 27. Oktober: Lou Reed, US-amerikanischer Sänger und Musiker (* 1942)
- 28. Oktober: Tadeusz Mazowiecki, polnischer Politiker (* 1927)
- 31. Oktober: Gérard de Villiers, französischer Schriftsteller (* 1929)

### November
- 01. November: Brigitte Neumeister, österreichische Schauspielerin (* 1944)
- 02. November: Walt Bellamy, US-amerikanischer Basketballspieler (* 1939)
- 04. November: Hans von Borsody, deutscher Schauspieler (* 1929)
- 07. November: Manfred Rommel, deutscher Politiker (* 1928)
- 09. November: Georg P. Salzmann, deutscher Büchersammler (* 1929)
- 11. November: Domenico Bartolucci, italienischer Kirchenmusiker und Kardinal (* 1917)
- 12. November: Alexander Serebrow, sowjetischer Kosmonaut (* 1944)
- 12. November: John Tavener, britischer Komponist (* 1944)
- 15. November: Raimondo D’Inzeo, italienischer Springreiter (* 1925)
- 15. November: Glafkos Klerides, zypriotischer Politiker und Staatspräsident (* 1919)
- 16. November: Chris Argyris, US-amerikanischer Verwaltungswissenschaften (* 1923)
- 16. November: Žibuntas Mikšys, litauisch-amerikanischer Druckgraphiker und Schriftsteller (* 1923)
- 17. November: Syd Field, US-amerikanischer Sachbuchautor (* 1935)
- 17. November: Doris Lessing, britische Schriftstellerin und Literaturnobelpreisträgerin (* 1919)
- 19. November: Tibor Kovács, ungarischer Archäologe (* 1940)
- 19. November: Frederick Sanger, britischer Biochemiker und Nobelpreisträger (* 1918)
- 19. November: Reiner Toussaint, deutscher Brigadegeneral (* 1937)
- 20. November: Dieter Hildebrandt, deutscher Kabarettist und Autor (* 1927)
- 24. November: Amedeo Amadei, italienischer Fußballspieler und -trainer (* 1921)
- 25. November: Bill Foulkes, britischer Fußballspieler und -trainer (* 1932)
- 25. November: Chico Hamilton, US-amerikanischer Jazzmusiker und -komponist (* 1921)
- 25. November: Peter Kurzeck, deutscher Schriftsteller (* 1943)
- 26. November: Arik Einstein, israelischer Sänger (* 1939)
- 26. November: Adolf Schmidt, deutscher Gewerkschafter und Politiker (* 1925)
- 27. November: Nílton Santos, brasilianischer Fußballspieler (* 1925)
- 27. November: Wolf Jobst Siedler, deutscher Verleger und Schriftsteller (* 1926)
- 29. November: Chris Howland, britischer Moderator und Schauspieler (* 1928)
- 30. November: Peter Graf, deutscher Tennistrainer und -manager (* 1938)
- 30. November: Paul Walker, US-amerikanischer Schauspieler (* 1973)

### Dezember
- 02. Dezember: Junior Murvin, jamaikanischer Reggaemusiker (* 1946 oder 1949)
- 03. Dezember: Paul Aussaresses, französischer General (* 1918)
- 05. Dezember: Günther Förg, deutscher bildender Künstler (* 1952)
- 05. Dezember: Nelson Mandela, südafrikanischer Freiheitskämpfer und Politiker (* 1918)
- 05. Dezember: Colin Wilson, britischer Schriftsteller (* 1931)
- 07. Dezember: Édouard Molinaro, französischer Filmregisseur (* 1928)
- 08. Dezember: John W. Cornforth, australischer Chemiker und Nobelpreisträger (* 1917)
- 09. Dezember: Zahit Atakan, türkischer Admiral (* 1923)
- 09. Dezember: Eleanor Parker, US-amerikanische Schauspielerin (* 1922)
- 10. Dezember: Jim Hall, US-amerikanischer Jazzmusiker und -komponist (* 1930)
- 10. Dezember: Margot Kruse, deutsche Romanistin (* 1928)
- 11. Dezember: Marion Asche, deutsche Physikerin und Professorin (* 1935)
- 12. Dezember: Maria Lidka, deutsche Violinistin und Geigenlehrerin (* 1914)
- 12. Dezember: Jang Song-thaek, nordkoreanischer Politiker (* 1946)
- 14. Dezember: Peter O’Toole, irischer Schauspieler (* 1932)
- 15. Dezember: Joan Fontaine, US-amerikanische Schauspielerin (* 1917)
- 15. Dezember: Harold Camping, US-amerikanischer Radioprediger (* 1921)
- 17. Dezember: Leland Smith, US-amerikanischer Komponist, Fagottist und Musikpädagoge (* 1925)
- 18. Dezember: Ronald Biggs, britischer Postzugräuber (* 1929)
- 19. Dezember: Herb Geller, US-amerikanischer Jazzmusiker und -komponist (* 1928)
- 21. Dezember: Ismat Abdal Maguid, ägyptischer Diplomat (* 1923)
- 21. Dezember: Peter Geach, britischer Philosoph und Logiker (* 1916)
- 23. Dezember: Michail Kalaschnikow, sowjetischer Waffenkonstrukteur (* 1919)
- 23. Dezember: Yusef Lateef, US-amerikanischer Jazzmusiker und -komponist (* 1920)
- 24. Dezember: Helga M. Novak, deutsche Schriftstellerin (* 1935)
- 26. Dezember: Marta Eggerth, ungarisch-amerikanische Sängerin und Schauspielerin (* 1912)
- 28. Dezember: Halton Arp, US-amerikanischer Astronom (* 1927)
- 29. Dezember: Simon Yussuf Assaf, libanesischer Priester und Poet (* 1938)
- 29. Dezember: Wojciech Kilar, polnischer Komponist (* 1932)
- 31. Dezember: James Avery, US-amerikanischer Schauspieler (* 1945)
- 31. Dezember: Irina Korschunow, deutsche Schriftstellerin (* 1925)
- 31. Dezember: Bruno Moravetz, deutscher Sportreporter (* 1921)
- 31. Dezember: Werner Wittig, deutscher Maler, Holzstecher und Druckgrafiker (* 1930)

### Tag unbekannt
- Göta Tellesch, deutsche Malerin (* 1932)

### Galerie der Verstorbenen

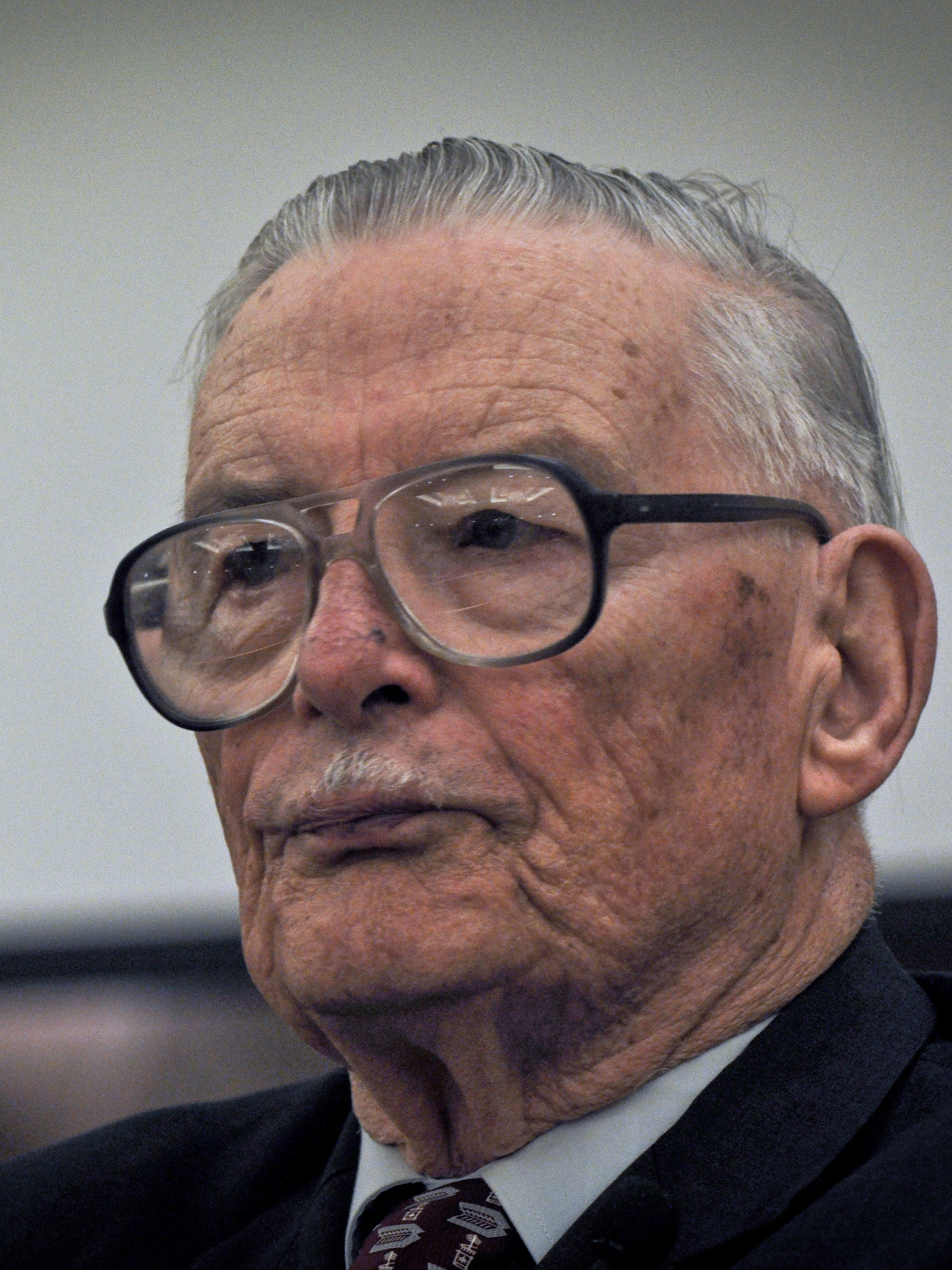
9. Januar: James M. Buchanan (2010)
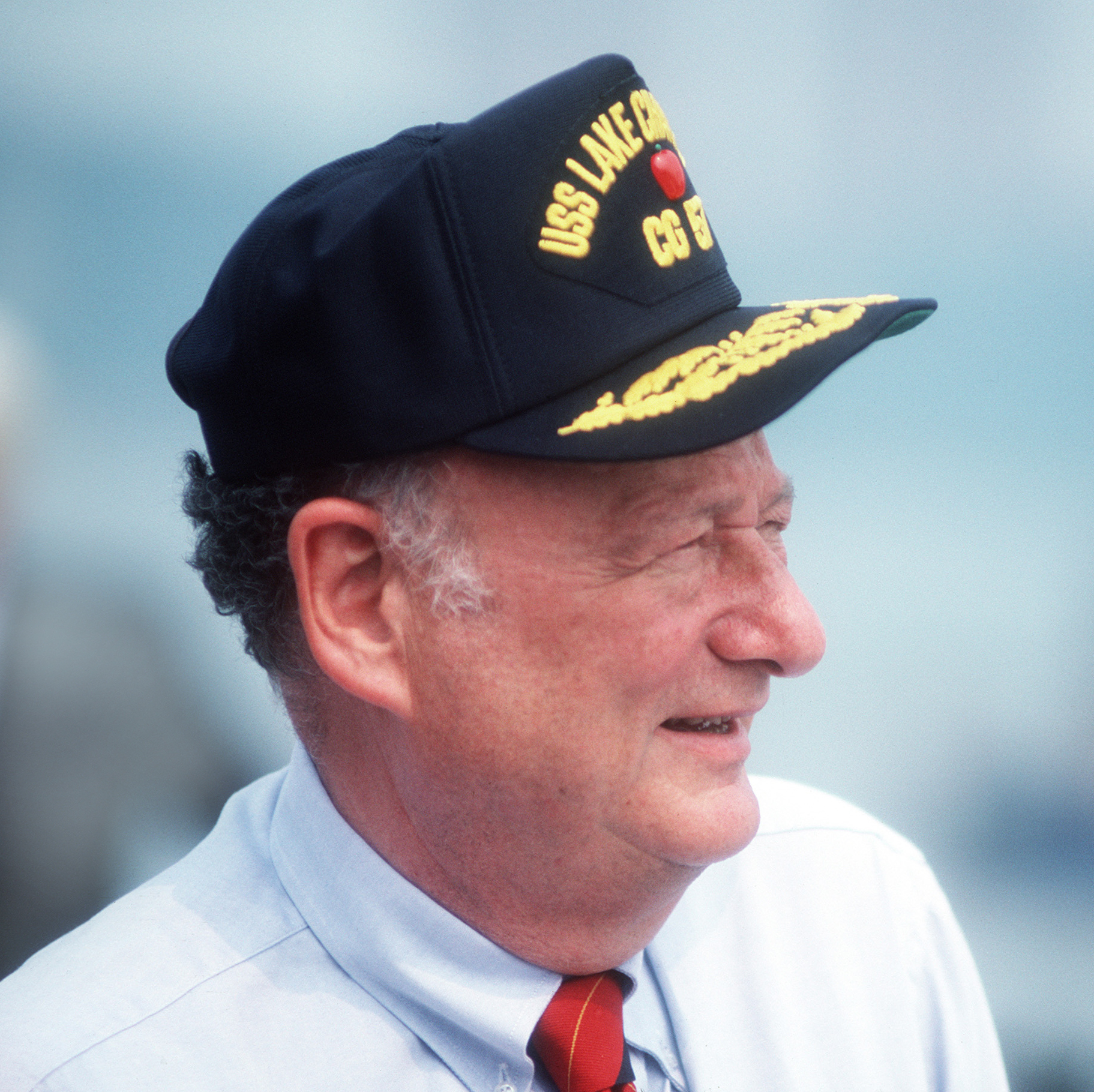
1. Februar: Ed Koch (1988)
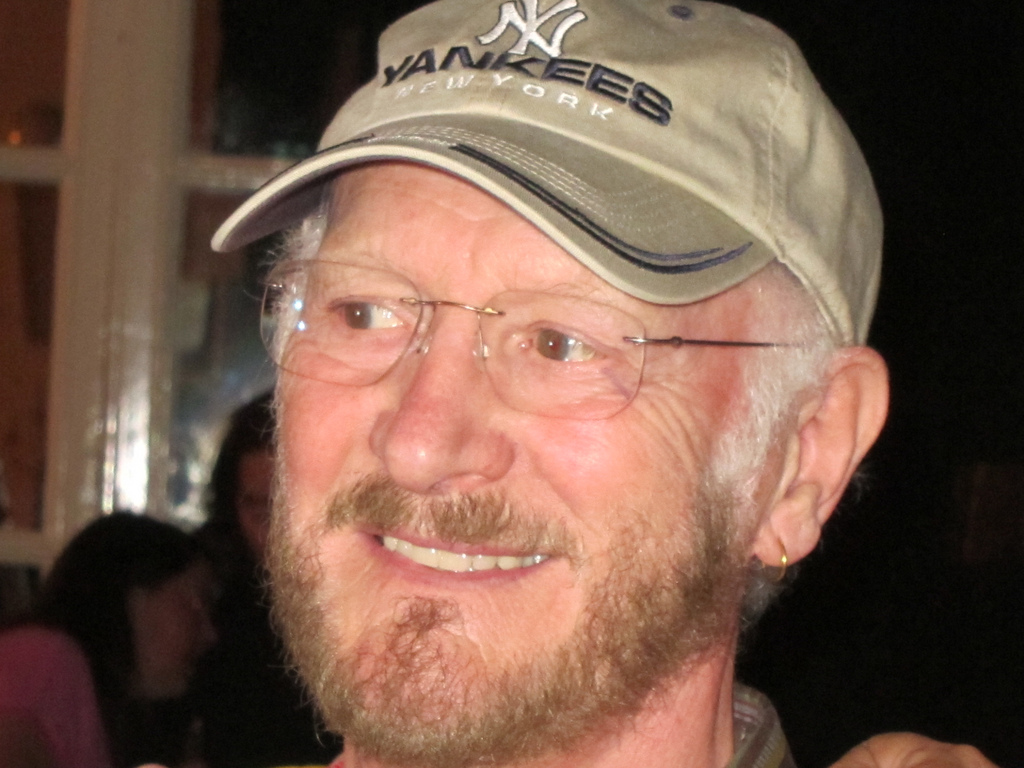
16. Februar: Tony Sheridan (2011)
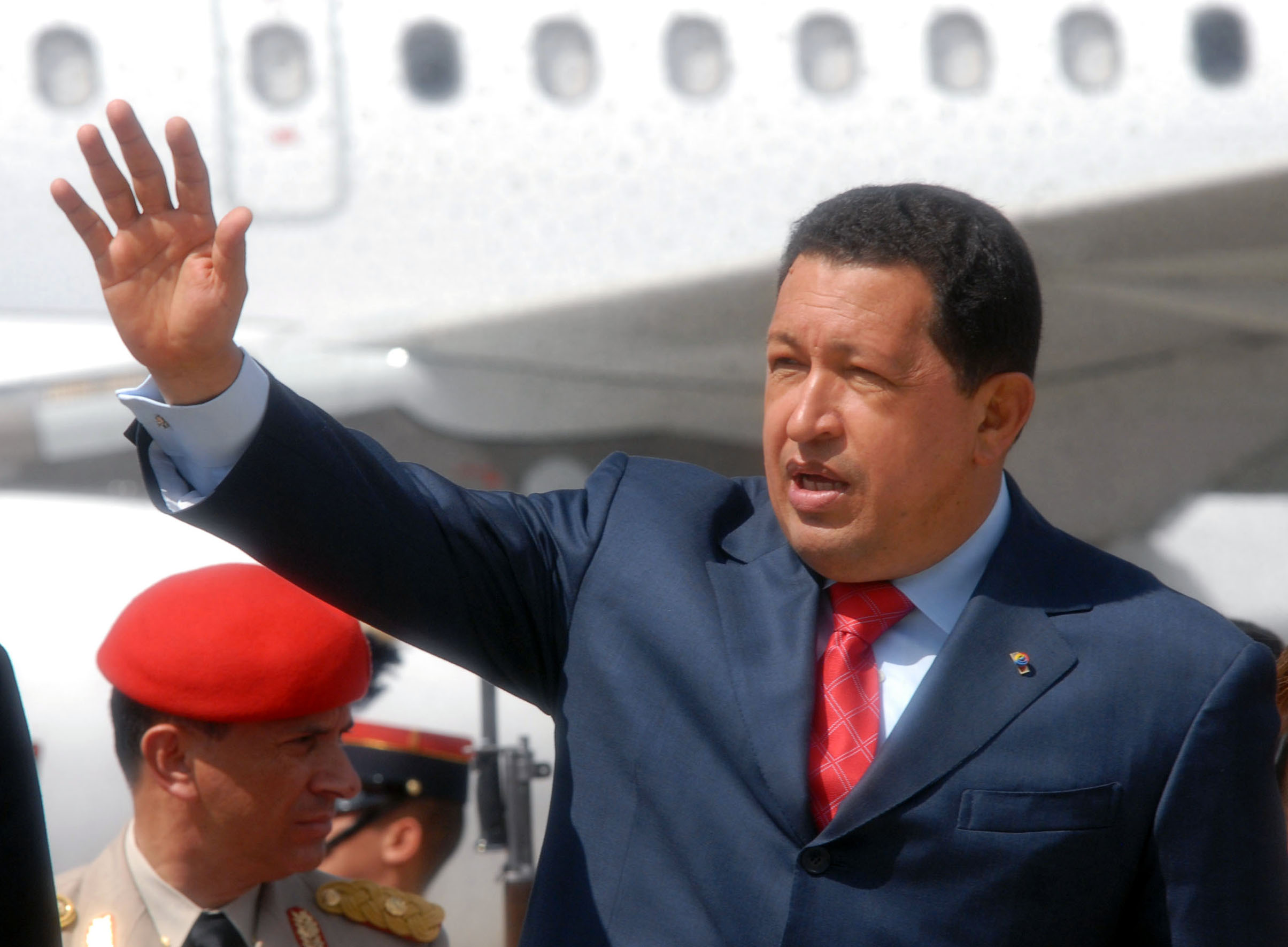
5. März: Hugo Chávez (2008)
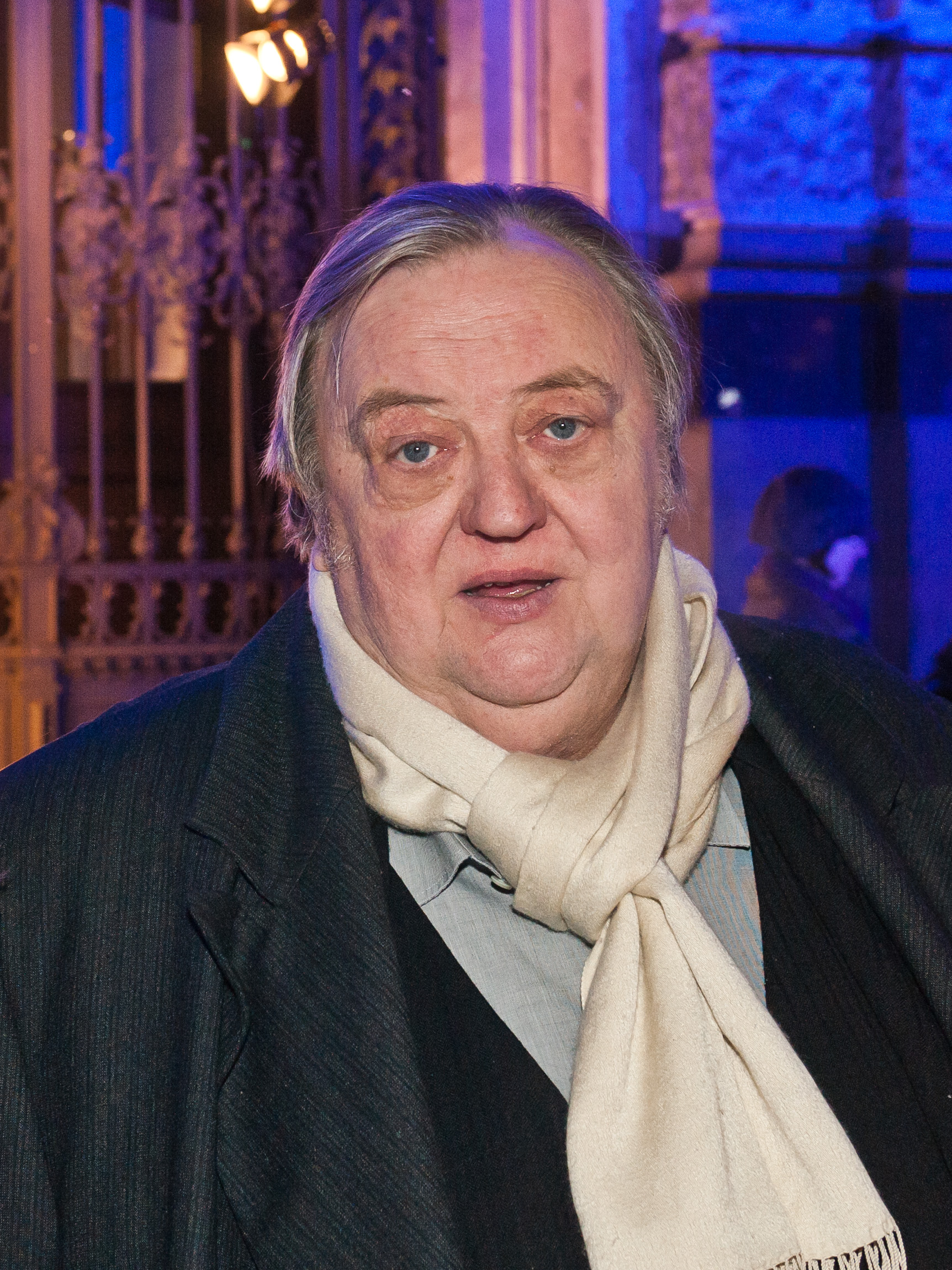
5. März: Dieter Pfaff (2012)
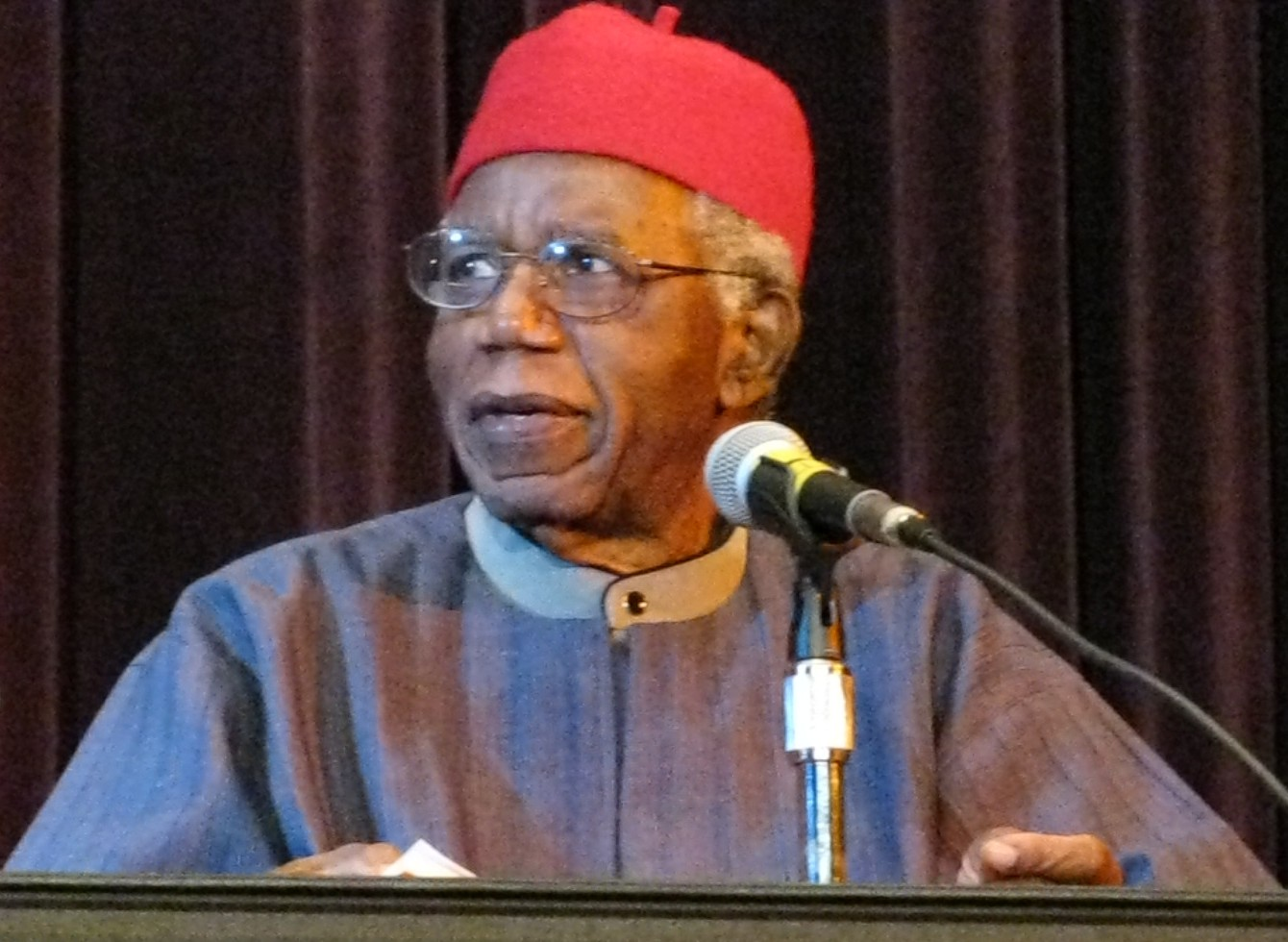
22. März: Chinua Achebe (2008)
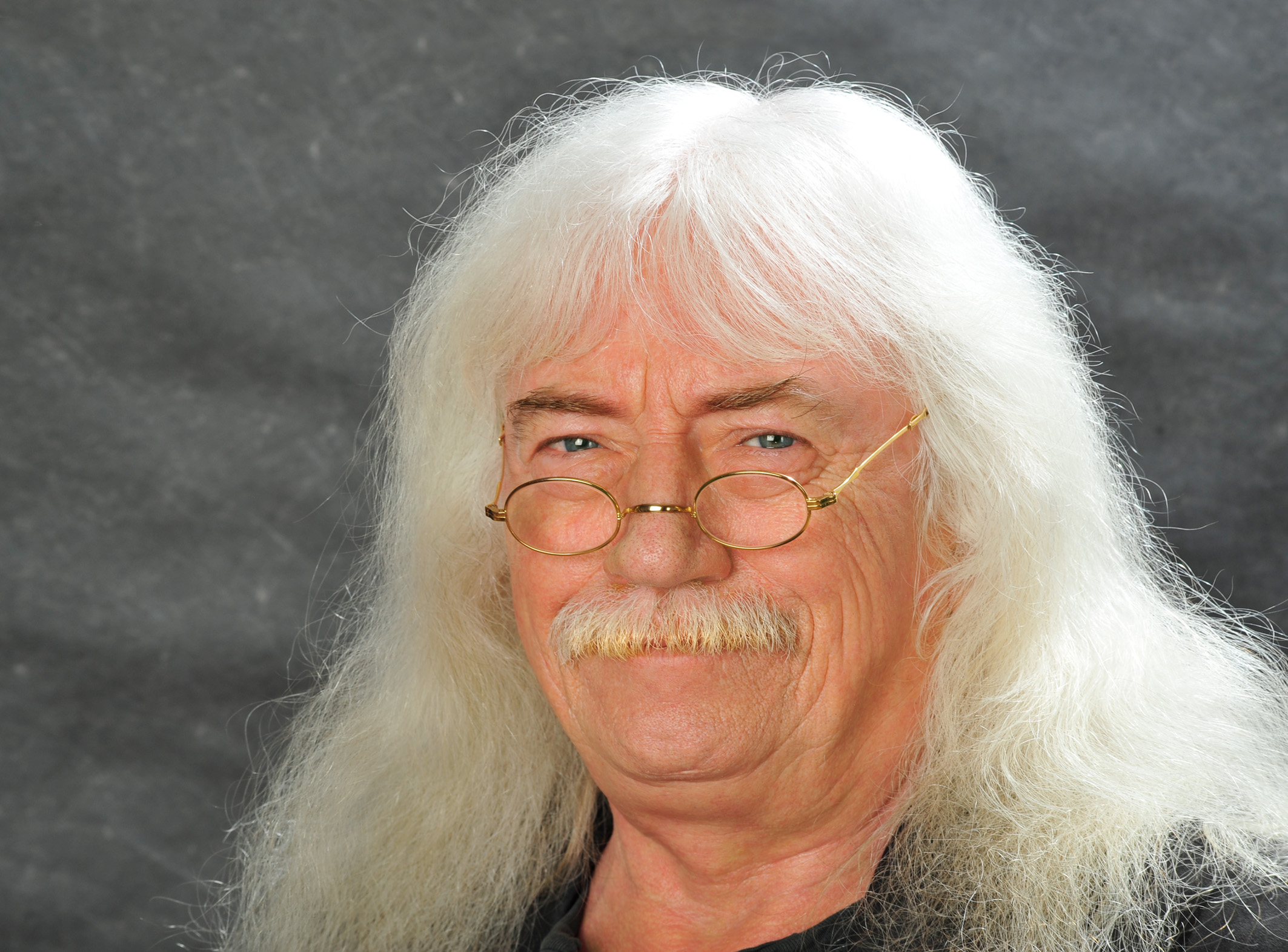
23. März: Reinhard Lakomy (2009)
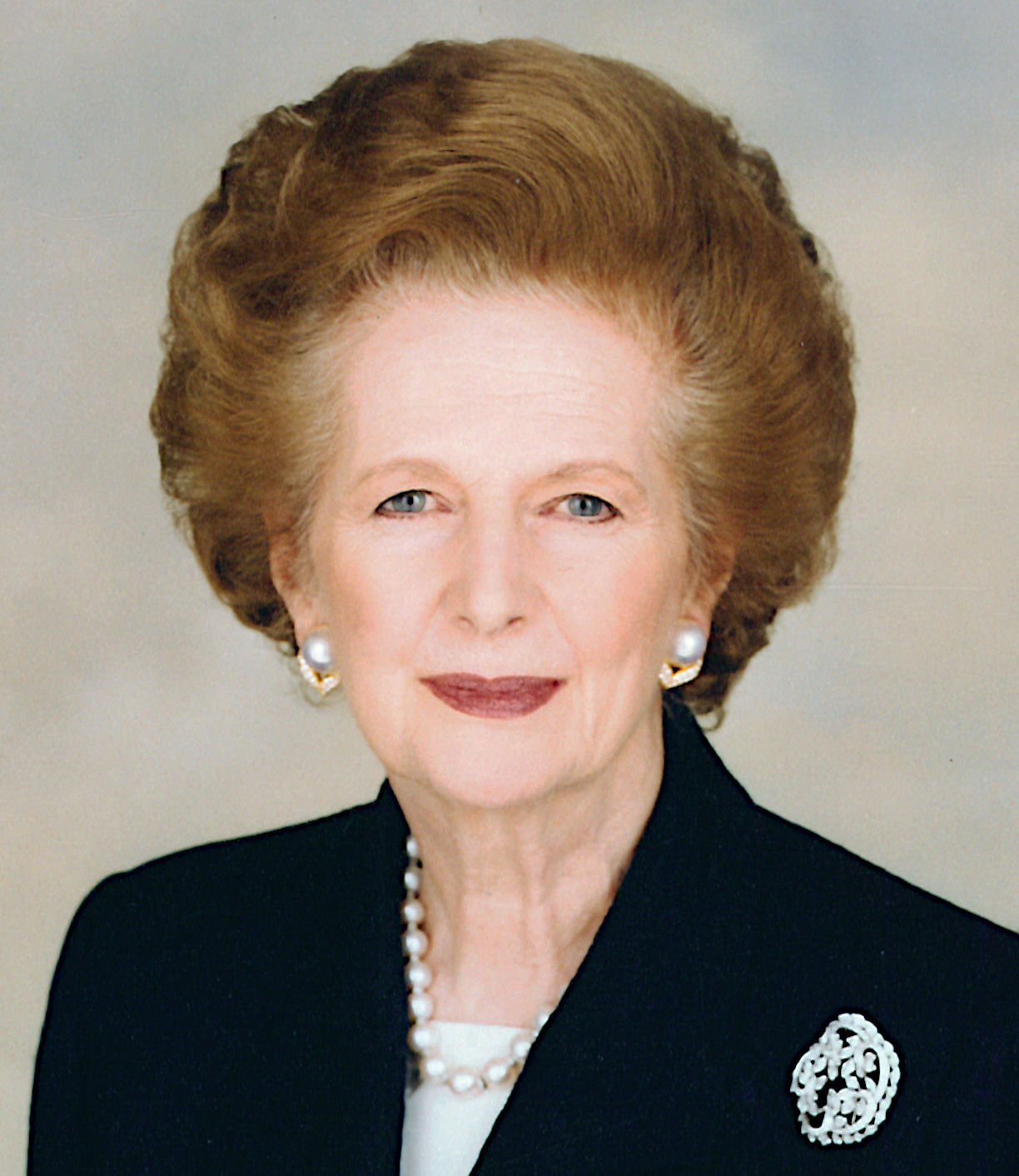
8. April: Margaret Thatcher
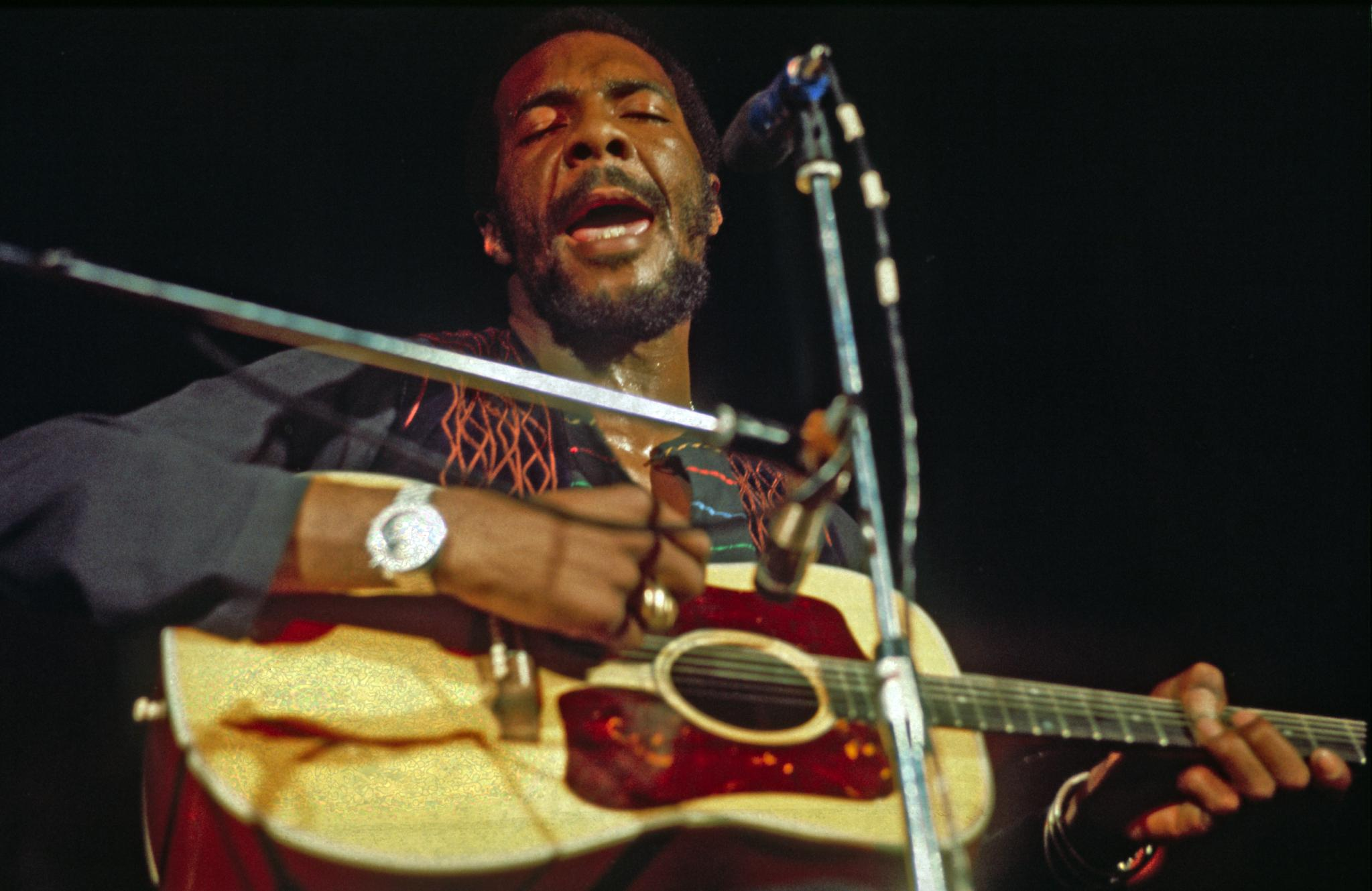
22. April: Richie Havens (1972)
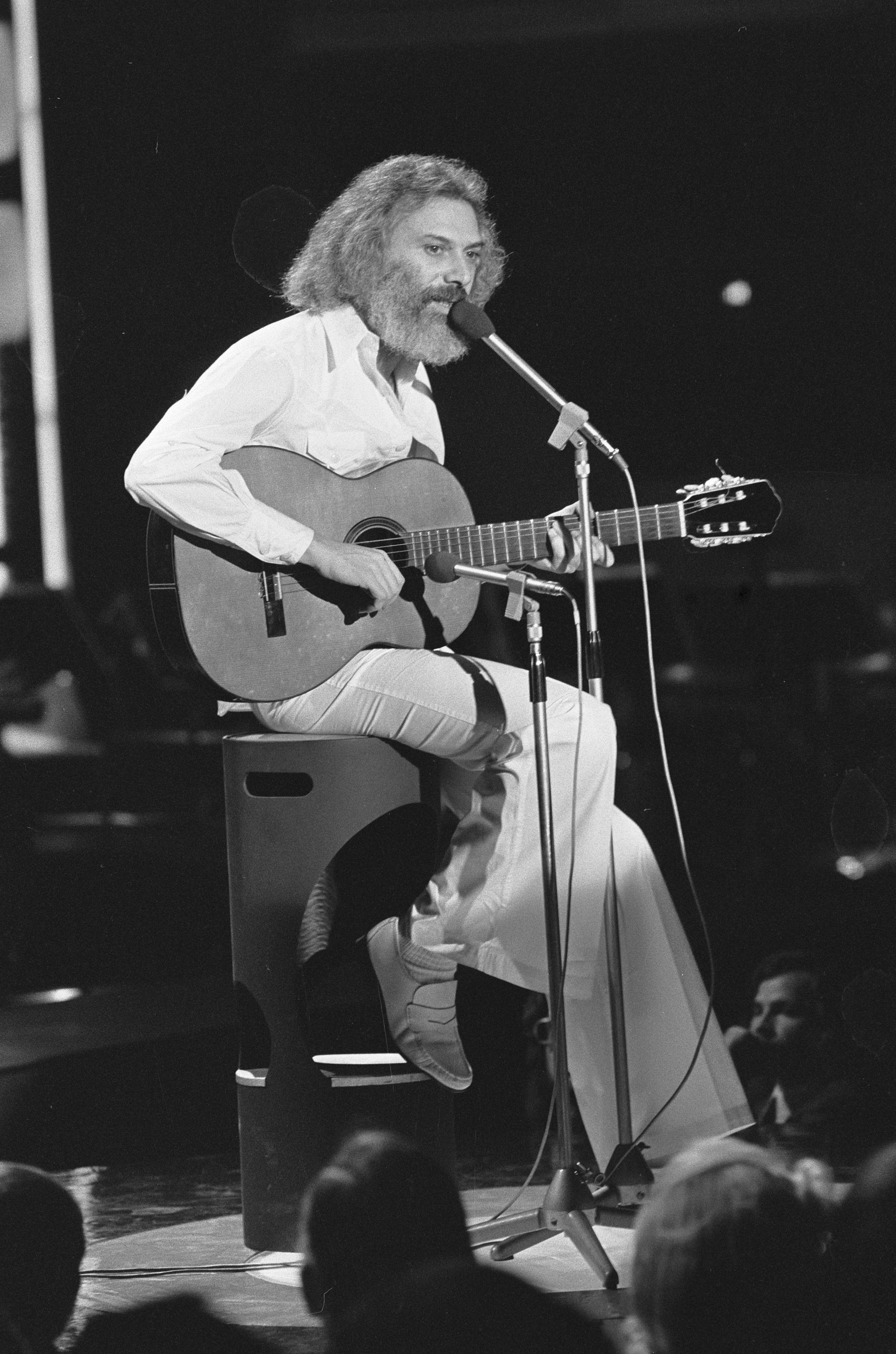
23. Mai: Georges Moustaki (1974)
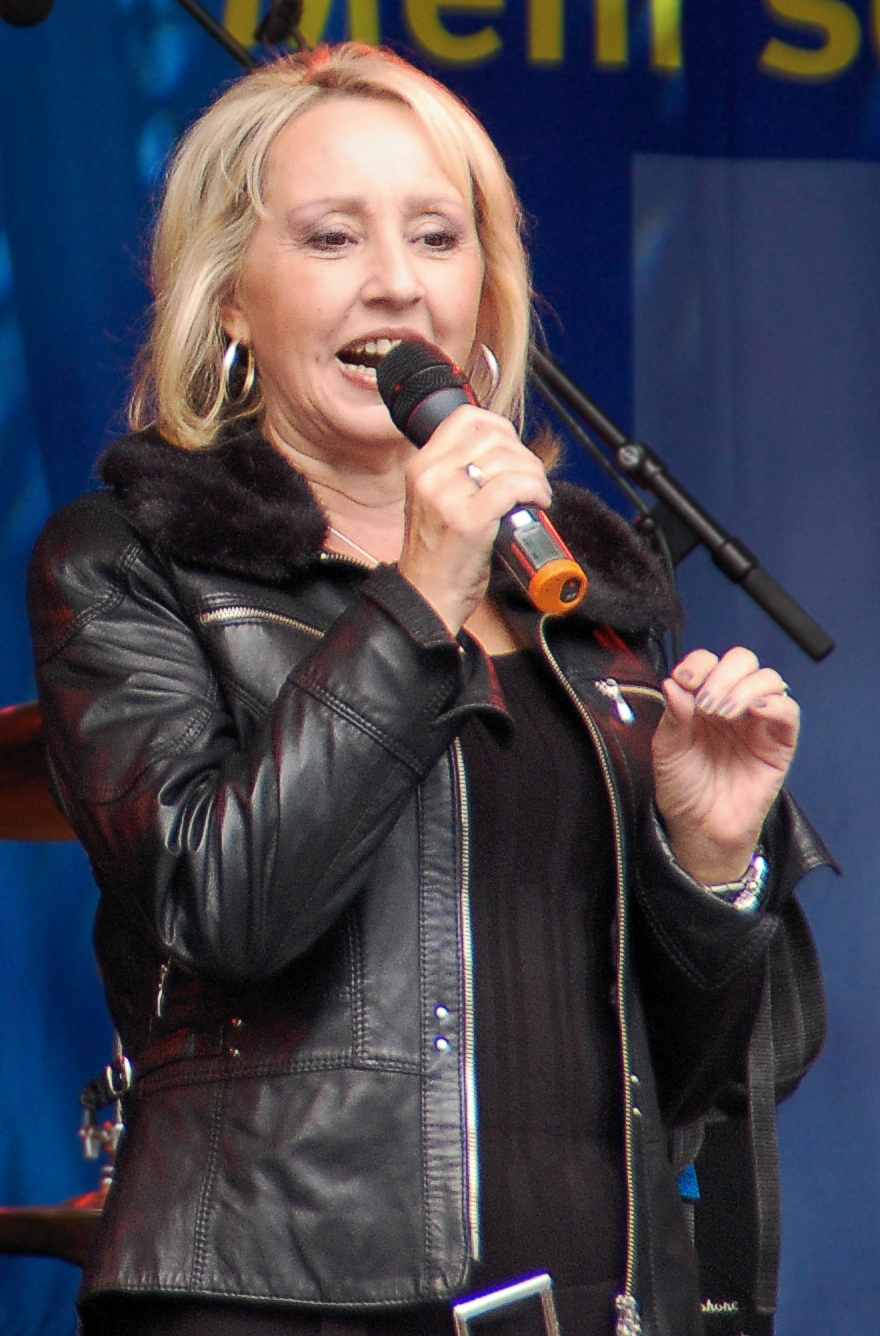
26. Mai: Hildegard Krekel (2010)
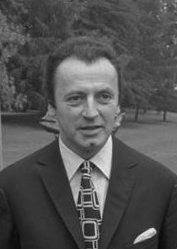
28. Mai: Eddi Arent (1971)
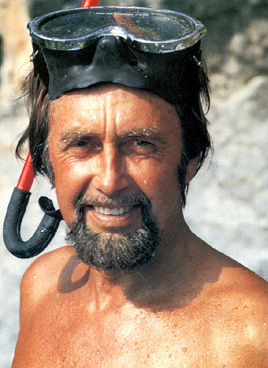
16. Juni: Hans Hass
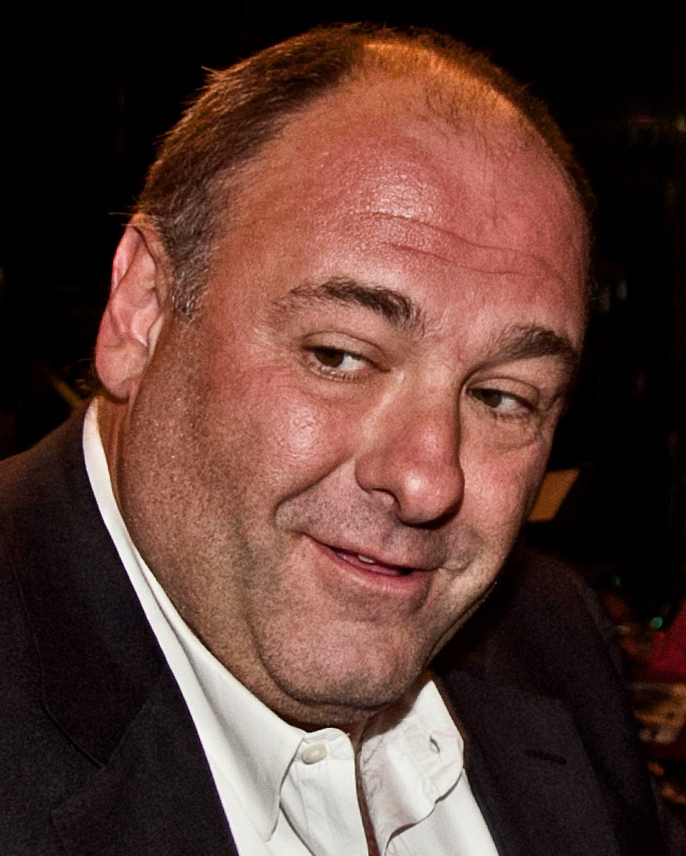
19. Juni: James Gandolfini (2011)
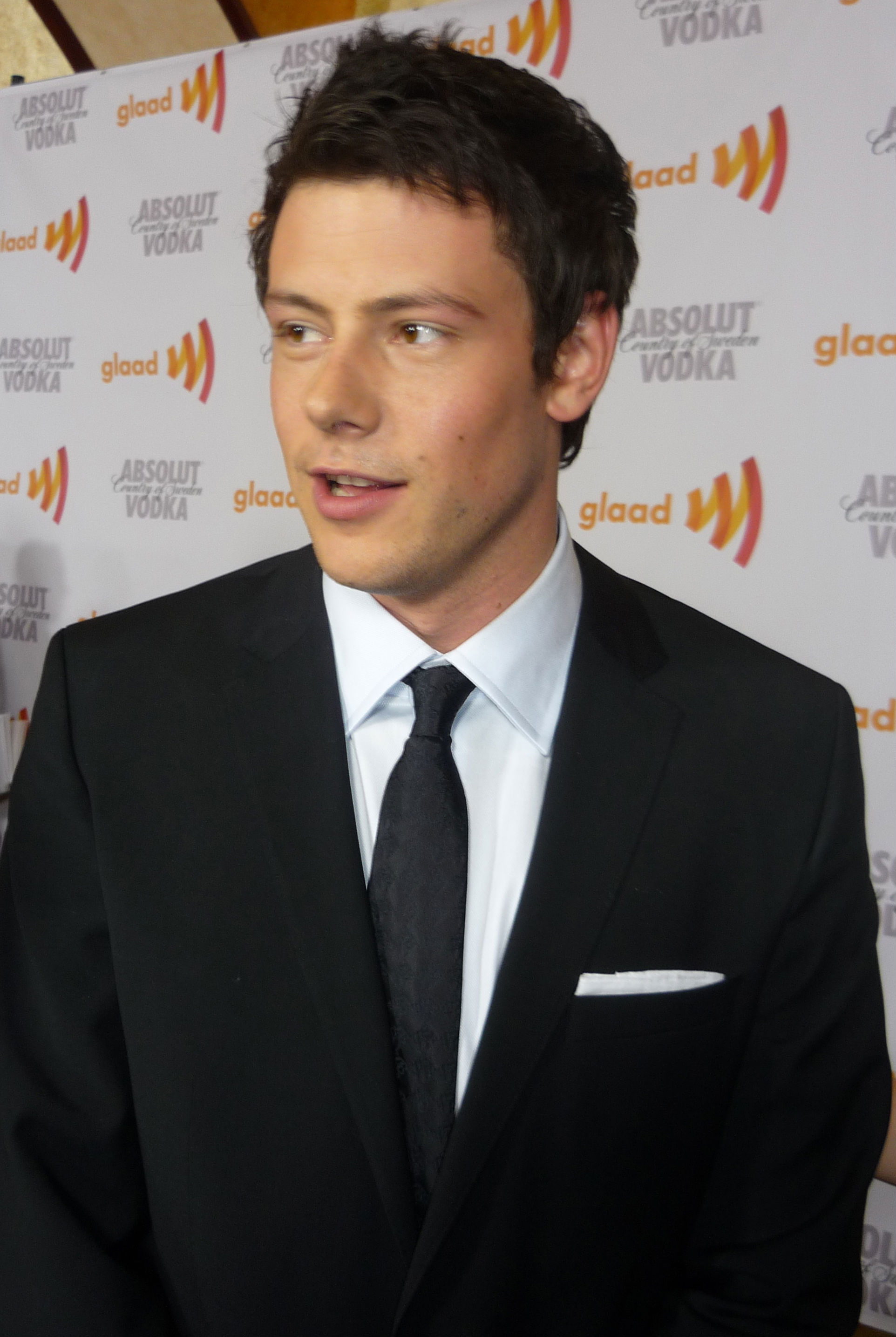
13. Juli: Cory Monteith (2010)
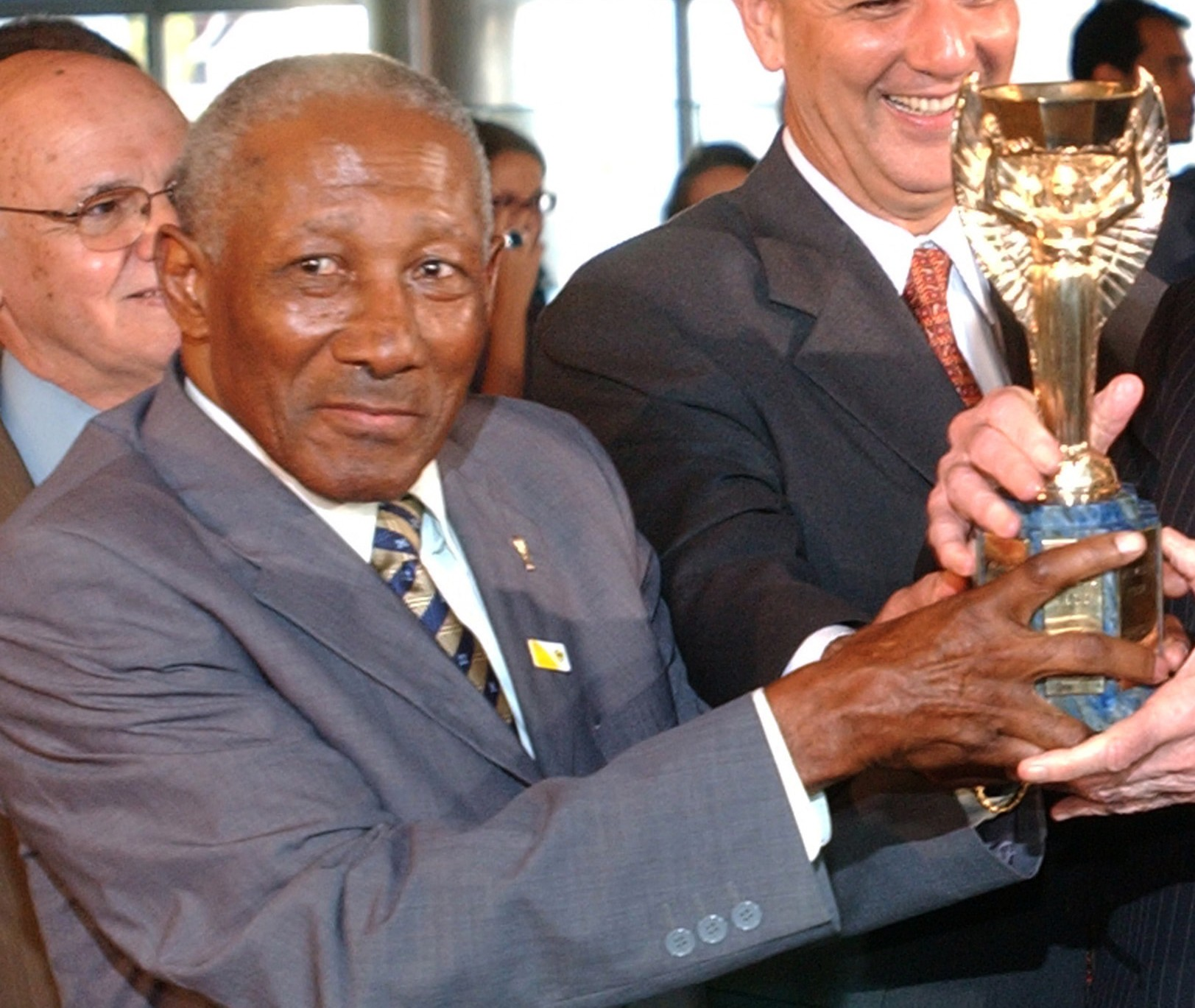
23. Juli: Djalma Santos (2008)
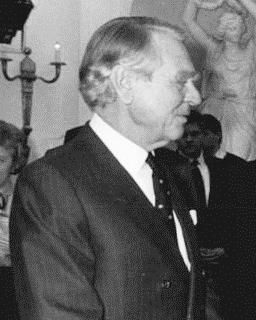
30. Juli: Berthold Beitz (1986)
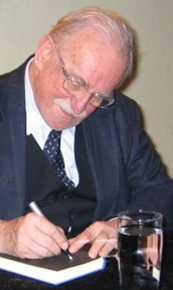
19. August: Fritz Rau (2006)
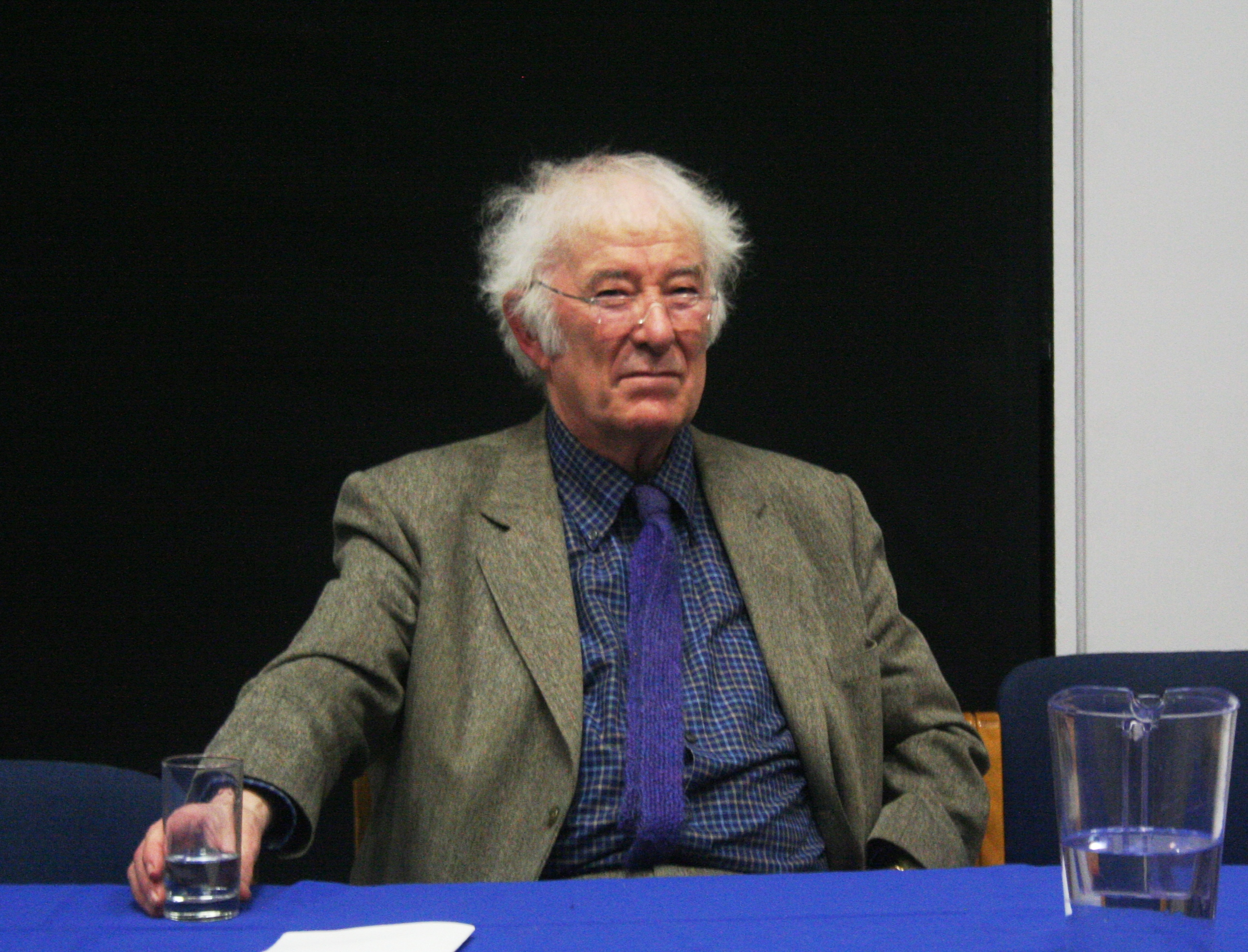
30. August: Seamus Heaney (2009)
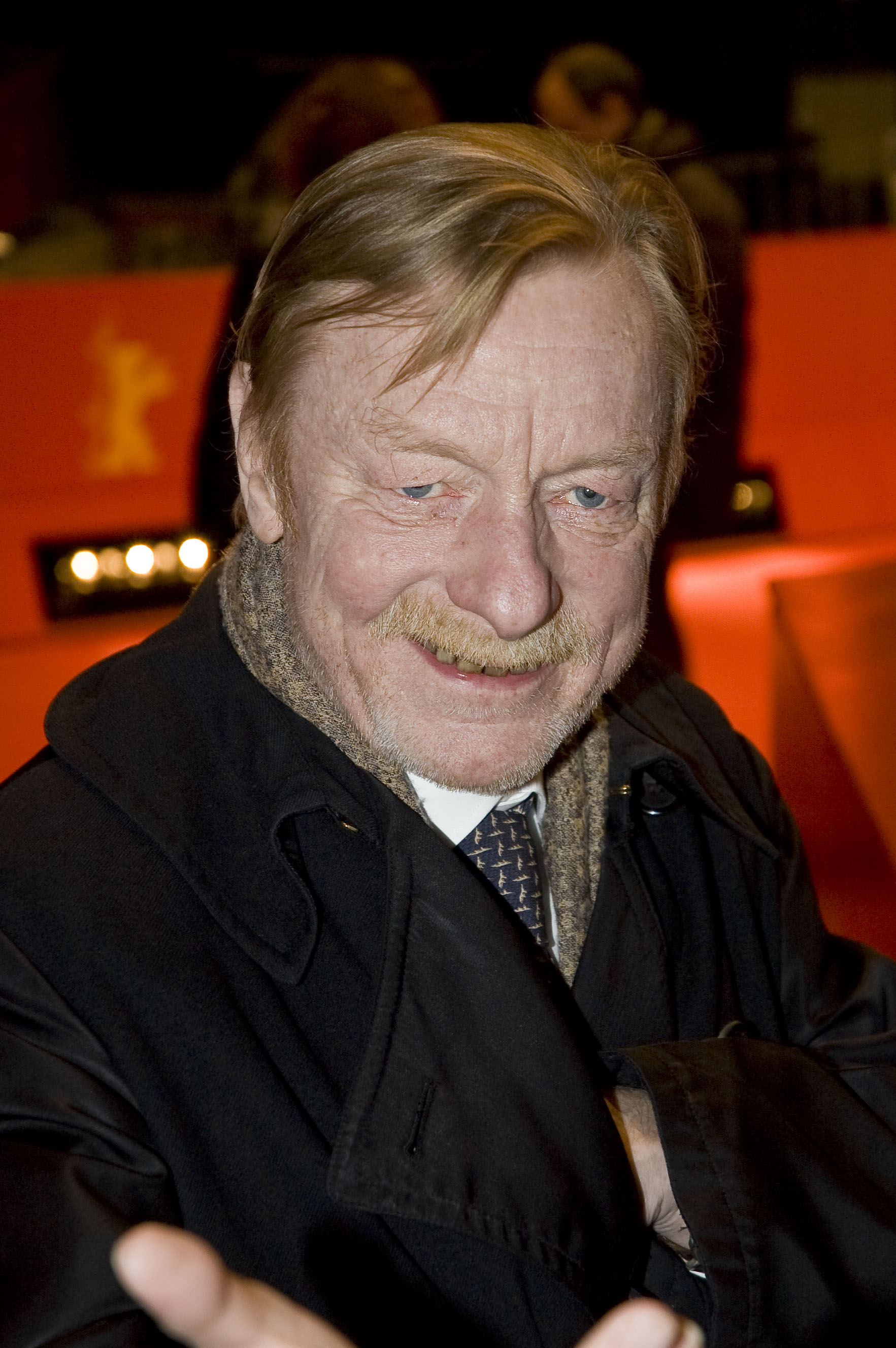
12. September: Otto Sander (2008)
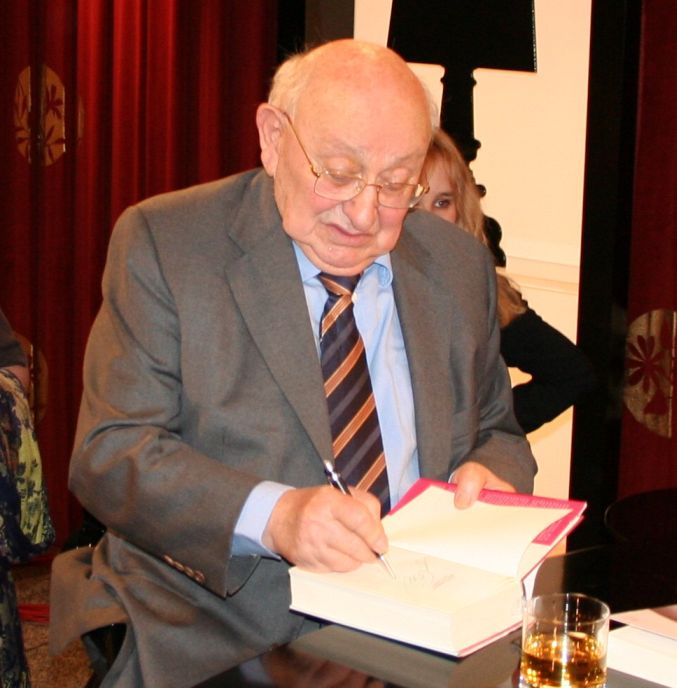
18. September: Marcel Reich-Ranicki (2009)
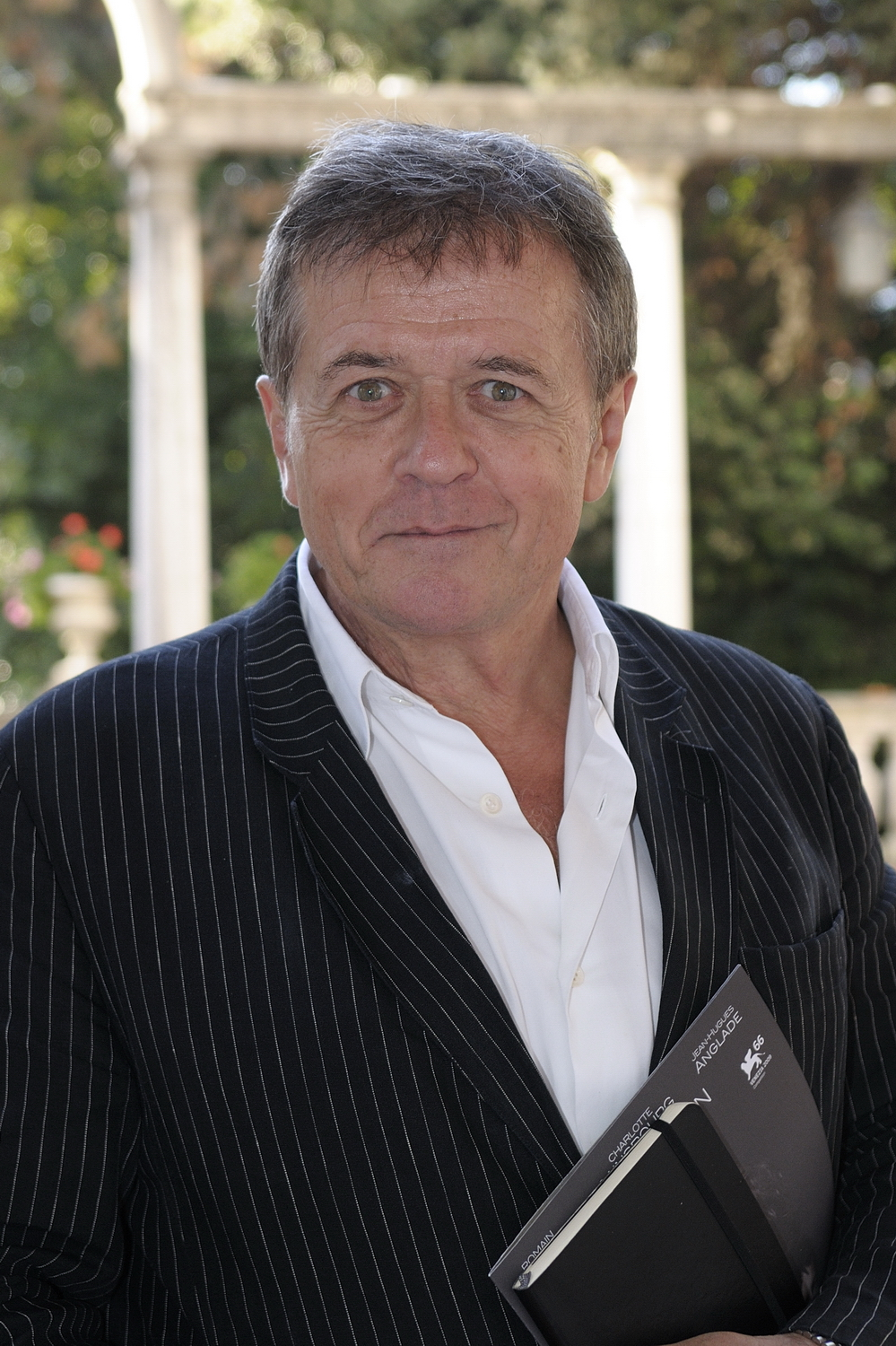
7. Oktober: Patrice Chéreau (2009)
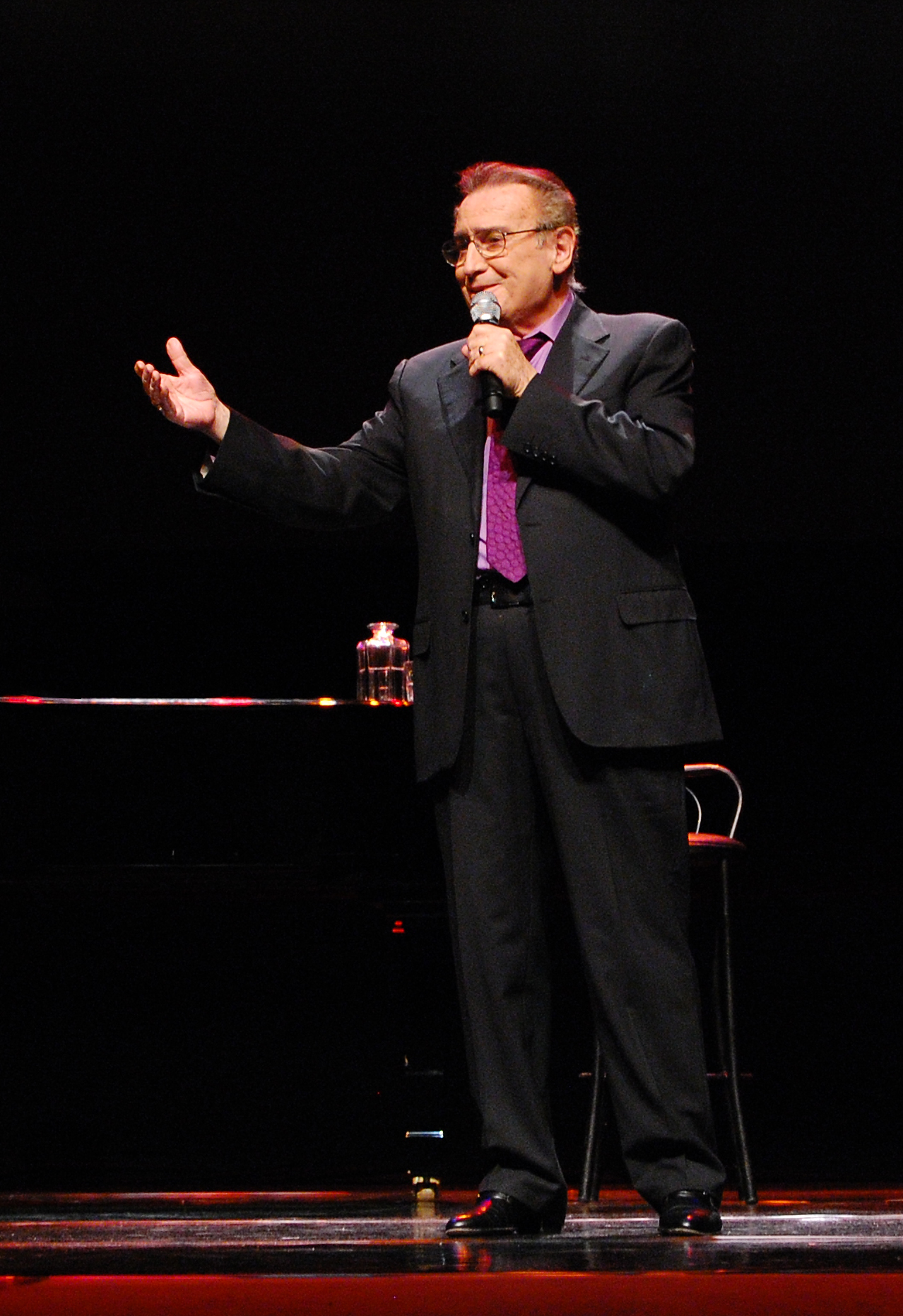
24. Oktober: Manolo Escobar (2010)
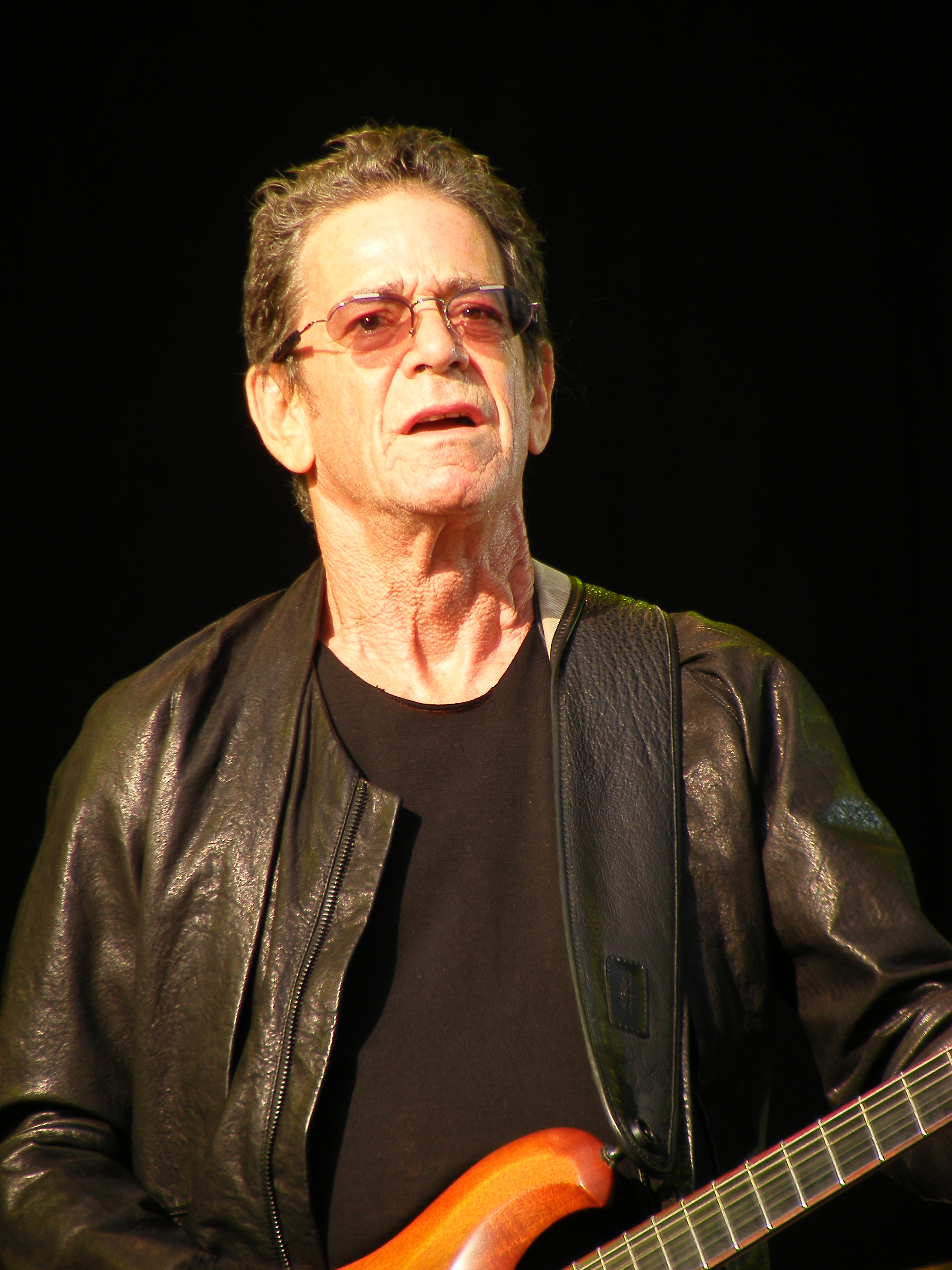
27. Oktober: Lou Reed
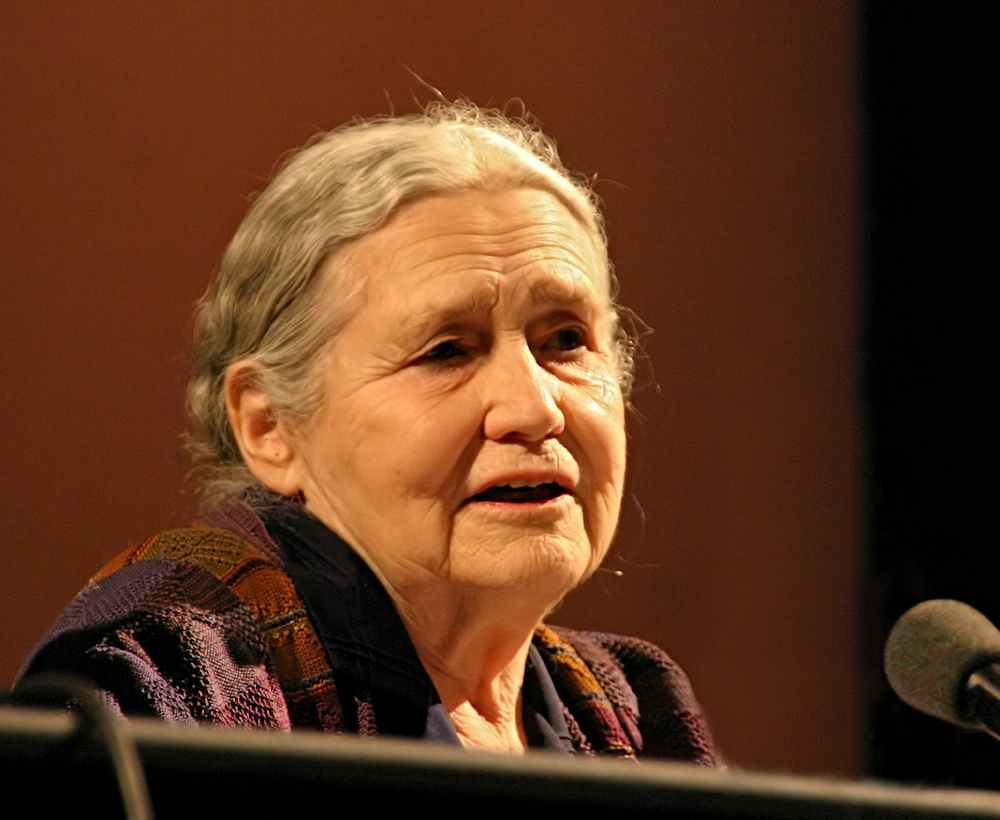
17. November: Doris Lessing (2006)
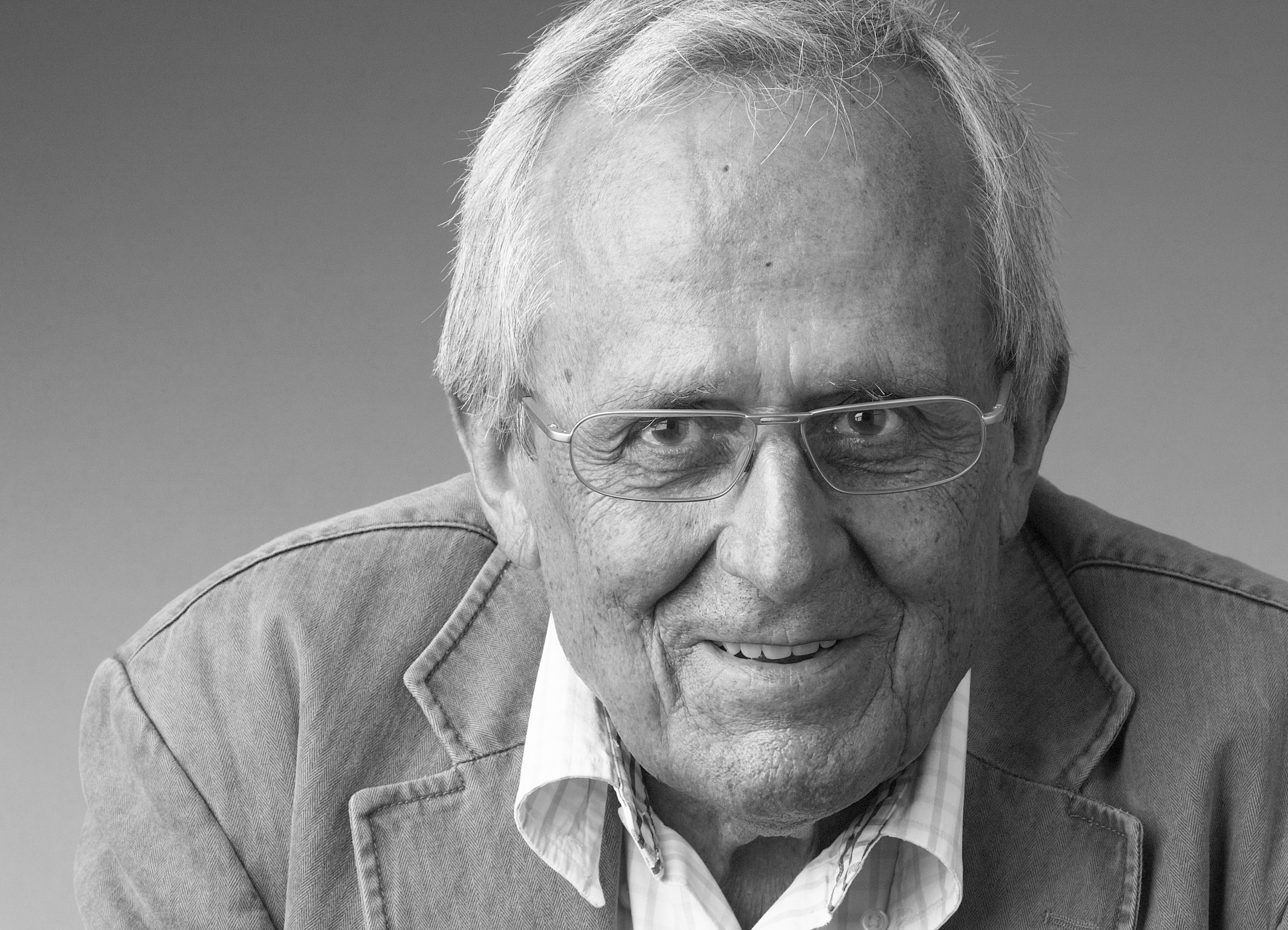
20. November: Dieter Hildebrandt (2010)
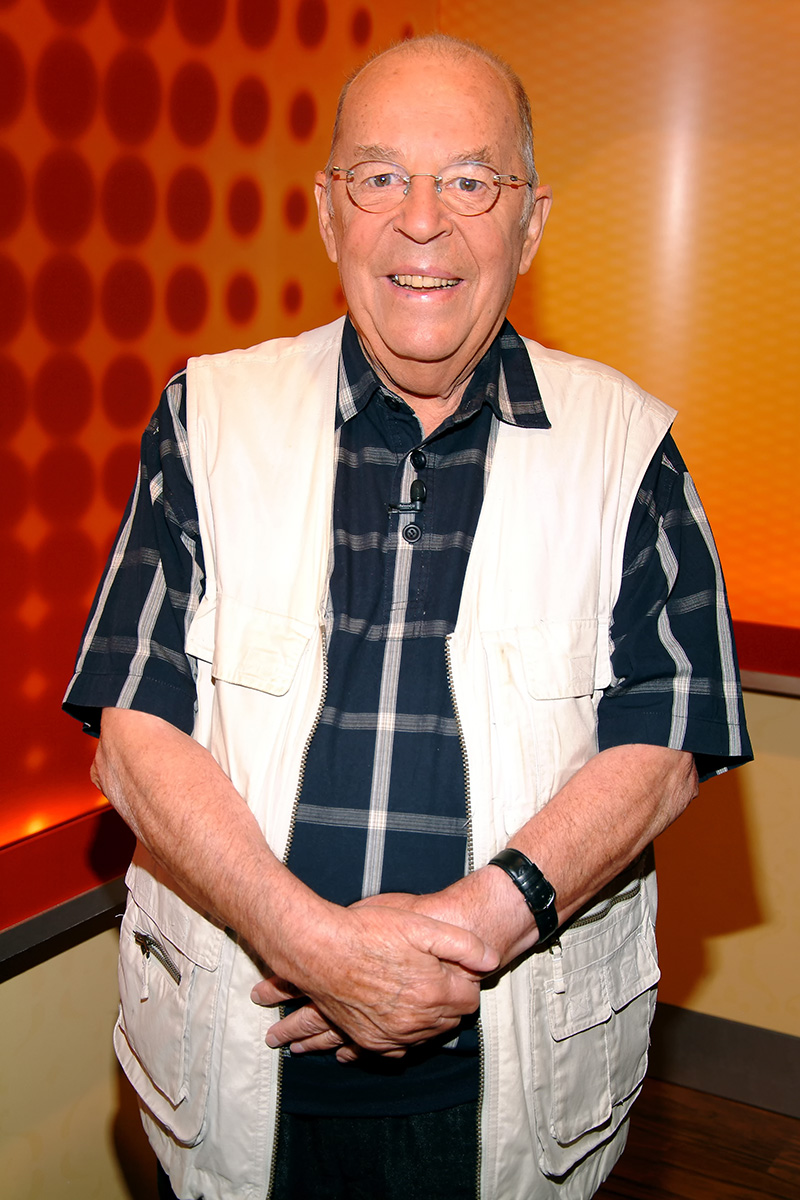
29. November: Chris Howland (2009)
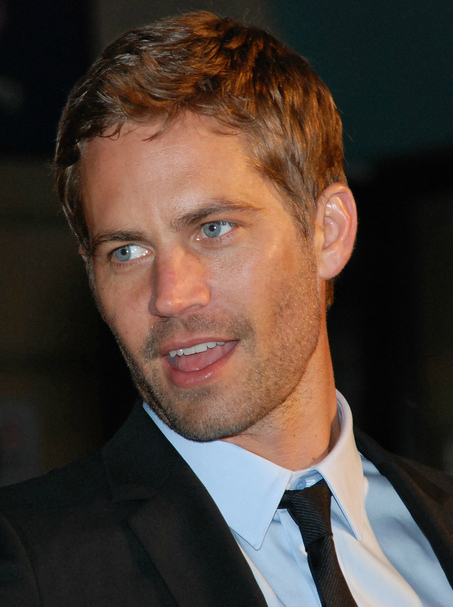
30. November: Paul Walker (2009)
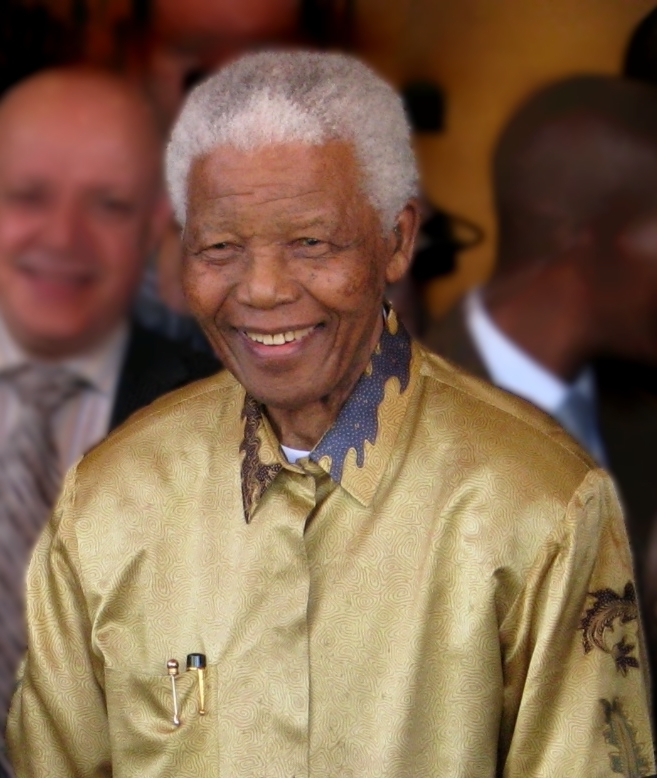
5. Dezember: Nelson Mandela (2008)
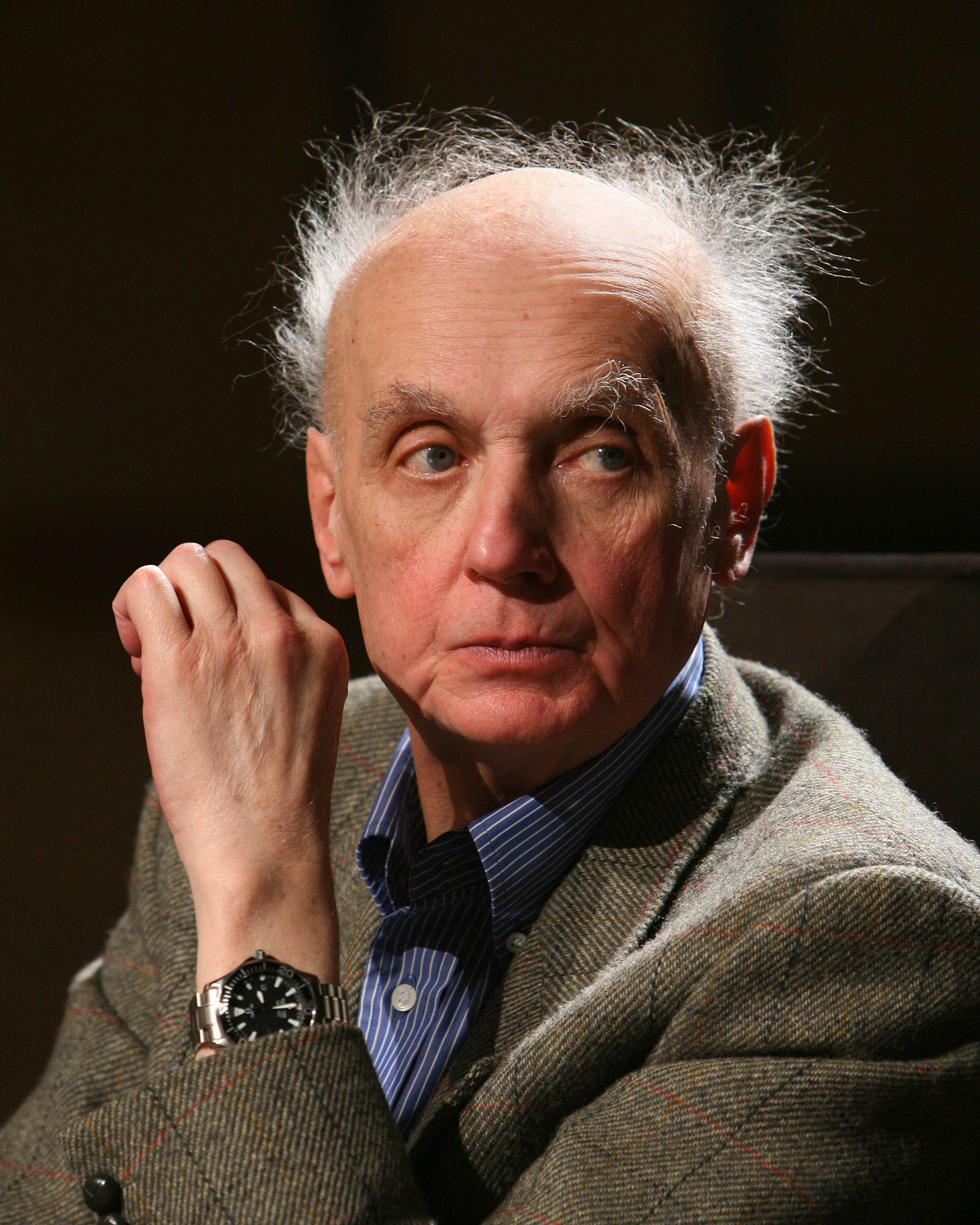
29. Dezember: Wojciech Kilar (2006)

## Kulturelle Referenzen
- Der Beginn des Films Pacific Rim spielt im Jahr 2013.